# Ludlow Castle

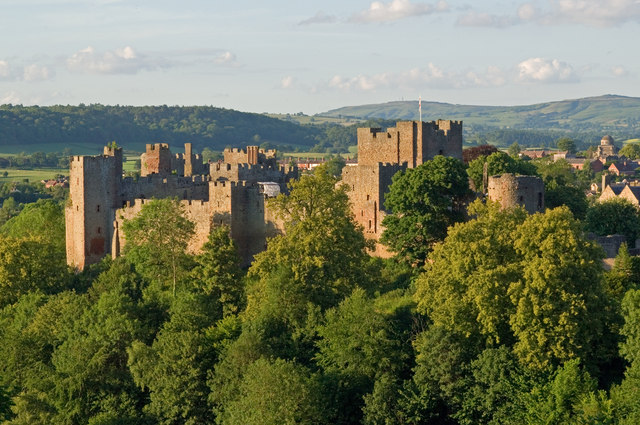
Ludlow Castle von Südosten

Ludlow Castle ist eine mittelalterliche Festungsruine in Ludlow in der englischen Grafschaft Shropshire. Sie steht auf einer Landspitze über dem River Teme. Die Burg ließ vermutlich Walter de Lucy nach der normannischen Eroberung Englands als eine der ersten Steinburgen in England errichten. Im Bürgerkrieg des 12. Jahrhunderts ging die Burg durch verschiedene Hände der Familie Lucy und rivalisierender Clans und wurde mit einem Donjon und einer großen Vorburg weiter verstärkt. Mitte des 13. Jahrhunderts ging Ludlow Castle an Geoffrey de Geneville über, der Teile der Kernburg erneuern ließ. Im Zweiten Krieg der Barone spielte die Burg eine wichtige Rolle. Roger Mortimer erwarb die Burg 1301. Er ließ die Kernburg weiter ausbauen und seine Familie hielt Ludlow Castle über ein Jahrhundert lang.
Richard, der Duke of York, erbte die Burg 1425 und so wurde sie ein wichtiges Symbol für die Macht des Hauses York in den Rosenkriegen. Als Richards Sohn, Eduard IV., 1461 den Thron bestieg, ging die Burg in das Eigentum der Krone über. Ludlow Castle wurde als Sitz des Council in the Marches of Wales bestimmt, womit es praktisch als Hauptstadt von Wales gelten konnte, und wurde während des gesamten 16. Jahrhunderts umfangreich renoviert. Zu Beginn des 17. Jahrhunderts war die Burg geradezu luxuriös ausgestattet und es fanden dort Kulturveranstaltungen, wie z. B. die Uraufführung von John Miltons Maskenspiel Comus, statt. Im englischen Bürgerkrieg der 1640er-Jahre wurde Ludlow Castle von den Royalisten gehalten, bis es 1646 von den Roundheads belagert und erobert wurde. Die Inneneinrichtung der Burg wurde verkauft und die Burg diente den größten Teil des Interregnums über als Garnison.
Mit der Stuart-Restauration 1660 wurde auch das Council wiedereingesetzt und die Burg repariert, aber Ludlow Castle erholte sich nie von den Bürgerkriegsjahren und als das Council 1689 schließlich abgeschafft wurde, fiel die Burg der Vernachlässigung anheim. Henry Herbert, der Earl of Powis pachtete die Burg 1772 von der Krone und ließ die Ruinen schön herrichten. Sein Schwager, Edward Clive kaufte die Burg gar 1811. Ein Herrenhaus wurde in der Vorburg errichtet, aber der Rest der Burg blieb größtenteils unberührt, zog eine zunehmende Zahl von Besuchern an und wurde ein beliebter Ort für Künstler. Nach 1900 wurde Ludlow Castle vom wuchernden Gestrüpp befreit und im Laufe des 20. Jahrhunderts umfangreich von der Gutsverwaltung der Powis und Regierungsstellen repariert. Heute, im 21. Jahrhundert, gehört es immer noch dem Earl of Powis und dient als Touristenattraktion.
Die Architektur von Ludlow Castle spiegelt mit ihren unterschiedlichen Baustilen die lange Geschichte der Burg wider. Die Burg hat eine Fläche von etwa 152 × 133 Metern, was fast 2 Hektar entspricht. In der Vorburg findet man das Castle House, das heute von der Gutsverwaltung genutzt wird, während in der Kernburg, die durch einen in den Stein geschnittenen Graben von der Vorburg getrennt ist, der Donjon, ein Solarblock (Salon für die Familie), ein Block für Rittersaal und Paradeschlafzimmer, sowie Einbauten aus dem 16. Jahrhundert und eine seltene, kreisrunde Kapelle über einem heiligen Grab zu finden sind. English Heritage bemerkt, dass die Burgruine einen „bemerkenswert kompletten Komplex aus verschiedenen Zeitaltern“ darstellt und sieht Ludlow Castle als „eine von Englands schönsten Burganlagen“ an.

## Geschichte

### 11. Jahrhundert

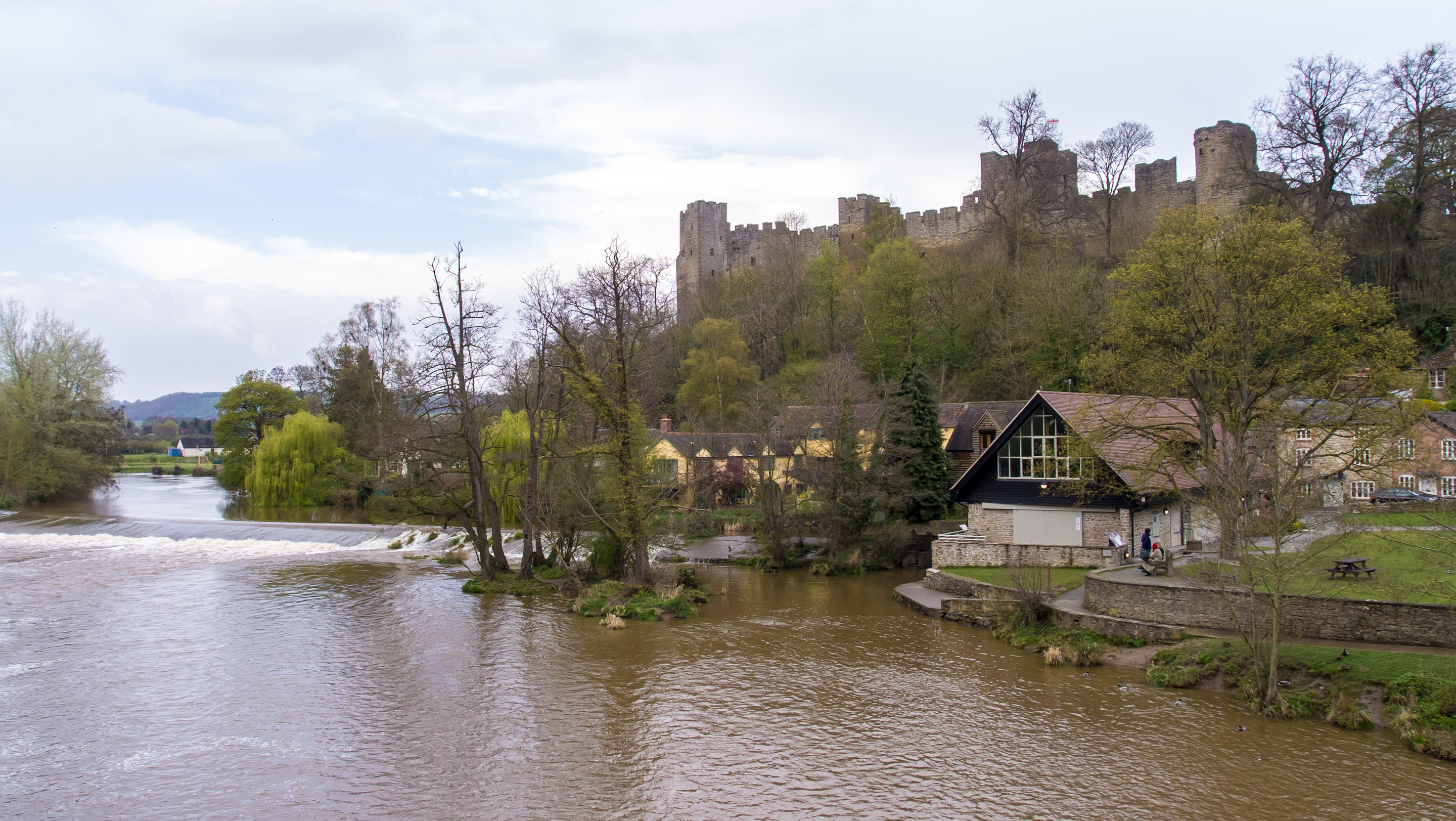
Ludlow Castle, das auf einer felsigen Landspitze errichtet wurde, hier über den River Teme hinweg gesehen.

Ludlow Castle wurde vermutlich auf Veranlassung von Walter de Lucy um 1075 erbaut. Walter Lucy kam als Mitglied von William FitzOsberns Haushalt bei der normannischen Eroberung Englands 1066 in England an. FitzOsbern wurde zum Earl of Hereford ernannt und mit der Besiedelung der Gegend betraut. Zur selben Zeit wurden etliche Burgen im Westen der Grafschaft gegründet, die die Grenze nach Wales sichern sollten. Walter de Lacy war der Vize des Earls und erhielt 163 Grundherrschaften, die über sieben Grafschaften verteilt waren, 91 davon allein in Herefordshire.
Walter de Lacy ließ mit dem Bau einer Burg in der Grundherrschaft Stanton Lacy beginnen; die Festung hieß ursprünglich Dinham Castle und wurde dann in Ludlow Castle umbenannt. Ludlow Castle war die wichtigste Burg von Walter de Lacy. Sie lag im Zentrum seiner neuen Ländereien und an einer wichtigen Straßenkreuzung über dem Teme River auf einem leicht zu verteidigenden Felsvorsprung. Walter de Lacy starb 1085 bei einem Baustellenunfall in Hereford. Ihm folgte sein Sohn, Roger de Lacy, nach.
Die normannischen Steinbefestigungen wurden der Burg vermutlich in den 1080er-Jahren hinzugefügt und ihr Bau war vor 1115 beendet. Sie lagen um die heutige Kernburg und bildeten eine steinerne Version eines Ringwerkes. Sie bestanden aus vier Türmen, einem Torhausturm, sowie Burgmauern mit einem Burggraben, der entlang zweier Seiten aus dem Fels geschnitten war. Der so entfernte Bruchstein wurde zum Bau der Häuser in der Burg verwendet, womit Ludlow Castle eine der allerersten Burgen aus Mauerwerk in England war. Mit ihrer kreisrunden Anlage und ihrem großartigen Torhausturm entsprach sie den früheren angelsächsischen Burh-Konstruktionen. Im Jahre 1096 ging Roger de Lacy all seiner Ländereien verlustig, nachdem er gegen Wilhelm II. rebelliert hatte. Sie gingen an Rogers Bruder, Hugh de Lacy, über.

### 12. Jahrhundert

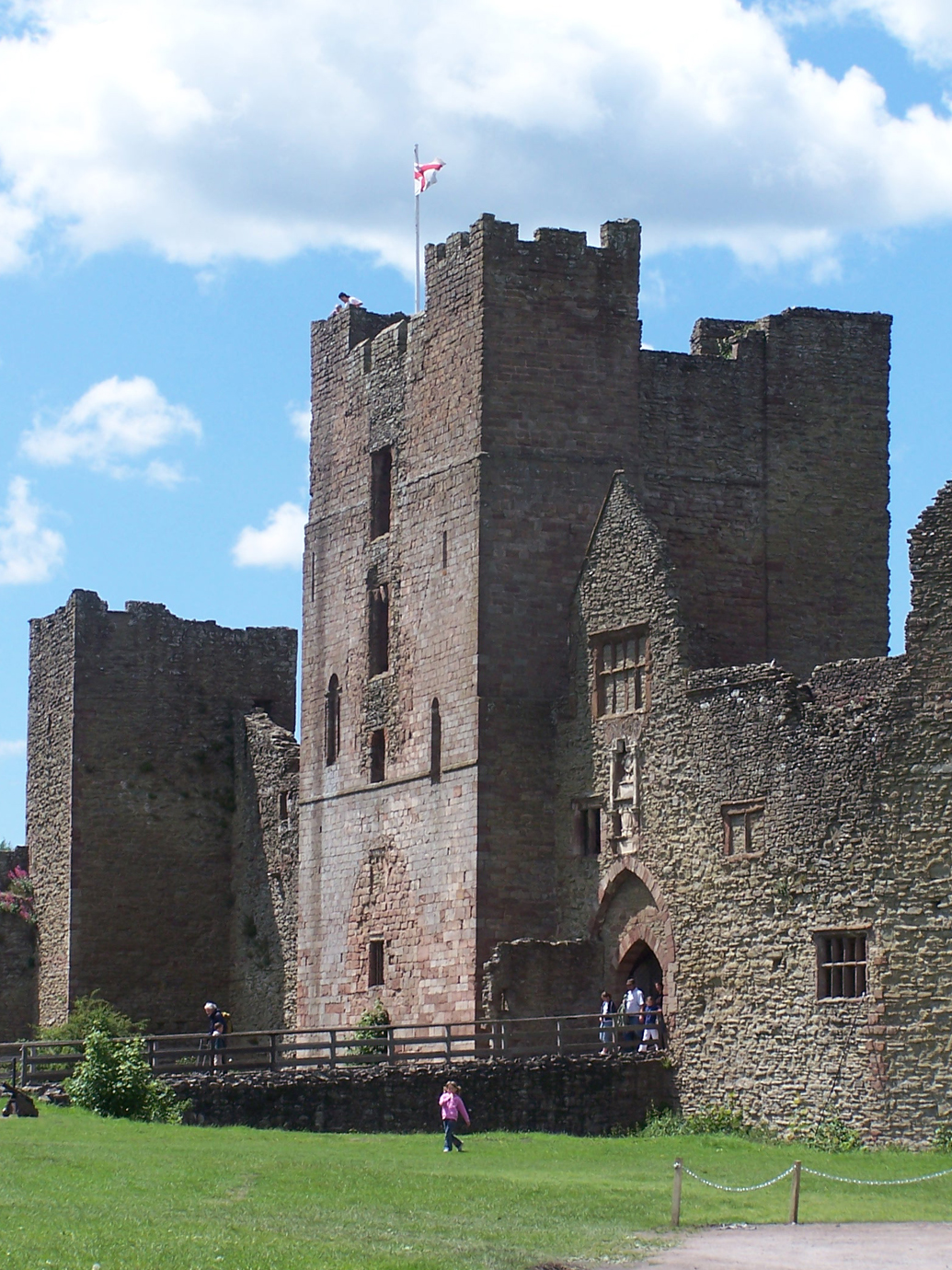
Der Mitte des 12. Jahrhunderts errichtete Great Tower (Mitte) und der Eingang zur Kernburg aus dem Ende des 12. Jahrhunderts (rechts)

Hugh de Lacy starb etwa 1115 kinderlos und Heinrich I. gab Ludlow Castle und die meisten umgebenden Ländereien Hughs Nichte Sybil zu Lehen und verheiratete diese an Pain FitzJohn, einen seiner Hausangestellten. Pain FitzJohn nutzte Ludlow Castle als Baronssitz und Hauptsitz seiner Ländereien. Diese umgebenden Ländereien und Knight’s fees wiederum unterstützten die Burg und ihre Verteidigungsanlagen. Pain FitzJohn starb 1137 im Kampf gegen die Waliser und verursachte damit einen Kampf um das Erbe an der Burg. Roger Fitzmiles, der Pain FitzJohns Tochter heiraten wollte, beanspruchte die Burg, ebenso wie Roger de Lacys Sohn Gilbert. Damals hatte Stephan gerade den englischen Thron bestiegen, aber seine Position war noch unsicher und er gab daher die Burg 1137 Roger FitzMiles zu Lehen, der ihm im Gegenzug politische Unterstützung versprach.
Bald brach die Anarchie, ein Bürgerkrieg zwischen Stephan und Kaiserin Matilda aus und Gilbert de Lacy nutzte die Gelegenheit, sich gegen Stephan zu erheben und Ludlow Castle einzunehmen. Stephan antwortete darauf, indem er eine Armee in die Welsh Marches entsandte, wo er durch die Verheiratung von Sybil mit einem seiner Ritter, Josce de Dinan, und er Zusage des künftigen Eigentums an der Ludlow Castle an die beiden zusätzliche Unterstützung erlangte. Stephans Truppen eroberten die Burg nach etlichen Anläufen 1139, wobei Stephan seinen Alliierten, Prinz Heinrich von Schottland, rettete, als dieser sich in einem Haken verfing, der von der Garnison über die Burgmauern geworfen worden war. Gilbert de Lacy aber bestand immer noch darauf, dass er der rechtmäßige Eigner von Ludlow Castle sei, und so entbrannte ein Privatkrieg zwischen ihm und Josce de Dinan. Gilbert de Lacy war schließlich erfolgreich und eroberte so die Burg einige Jahre vor Ende des Bürgerkrieges 1153. Schlussendlich aber zog er in die Levante und ließ die Burg zunächst in den Händen seines ältesten Sohnes, Robert, und dann, nach Roberts Tod, in denen von Roberts jüngerem Bruder Hugh de Lacy.
In dieser Zeit wurde aus dem Torhausturm der Great Tower, eine Art Donjon, gebaut, entweder während der Belagerung 1139 oder zur Zeit des Privatkrieges zwischen Gilbert de Lacy und Josce de Dinan. Die alte normannische Burg war auch zu klein für den wachsenden Haushalt geworden, und so wurde, vermutlich zwischen 1140 und 1177, eine Vorburg im Süden und Osten der ursprünglichen Burg angebaut, wodurch ein großer, offener Platz entstand. Dadurch wurde der Eingang in die Burg von Süden nach Osten, gegenüber der wachsenden Stadt Ludlow, verlegt. Gilbert de Lacy ließ vermutlich die kreisrunde Kapelle im Inneren der Kernburg bauen, weil sie den Kirchen des Templerordens ähnelte, dem er später beitrat.
Hugh de Lacy nahm an der anglo-normannischen Eroberung von Irland teil und wurde 1172 zum Lord of Meath erhoben. Er verbrachte viel Zeit von Ludlow Castle entfernt und König Heinrich II. konfiszierte die Burg in seiner Abwesenheit, möglicherweise um dessen Loyalität in Irland sicherzustellen. Hugh de Lacy starb 1186 in Irland und die Burg ging an seinen Sohn Walter über, der noch unmündig war und das Anwesen erst 1194 in Besitz nahm. Während der Rebellion von Johann Ohneland gegen Richard I. 1194 schloss Walter de Lacy den Angriffen gegen Prinz Johann an. Richard I. aber nahm davon keine Notiz und konfiszierte Ludlow Castle und Walters andere Besitzungen. Walter de Lacy bot an, seine Ländereien für 1000 Mark zurückzukaufen, aber sein Angebot wurde abgelehnt, bis man sich 1198 schließlich auf die gewaltige Summe von 3100 Mark einigte.

### 13. Jahrhundert

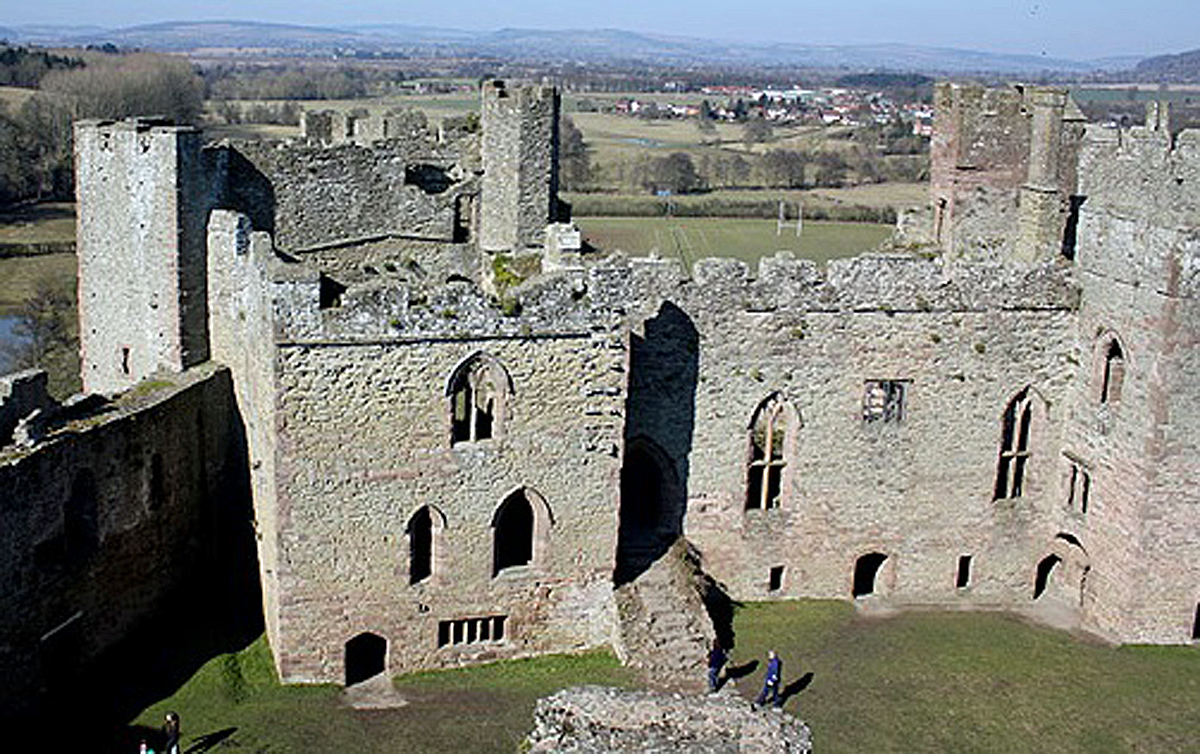
Solar aus dem 13. Jahrhundert (links) und Rittersaal (rechts) vor dem Nordwestturm

Walter de Lacy reiste 1201 nach Irland und im Folgejahr wurden seine Besitzungen einschließlich Ludlow Castle zur Sicherunge seiner Loyalität erneut konfisziert und unter die Kontrolle seines Schwiegervaters, William de Braorse gestellt. Er erhielt seine Ländereien gegen eine Strafzahlung von 400 Mark zurück, aber 1207 führten seine Meinungsverschiedenheiten mit den königlichen Beamten in Irland dazu, dass Johann Ohneland die Burg erneut einnahm und die Kontrolle an William de Braorse übertrug. Walter de Lacy versöhnte sich 1208 wieder mit Johann Ohneland, aber zwischenzeitlich war William de Braorse selbst in Ungnade gefallen; es brachen Kämpfe aus und beide, de Lacy und de Braorse, flohen nach Irland, während Johann Ohneland die Burg nochmals unter seine Kontrolle brachte. Erst 1215 waren die Meinungsverschiedenheiten beseitigt und Johann Ohneland erklärte sich damit einverstanden, dass die Ludlow Castle an Walter de Lacy zurückgegeben würde. Irgendwann im frühen 13. Jahrhundert wurde der innerste Mauerring in die Burg eingebaut, wodurch für die Herrschaft eine eigene Privatsphäre innerhalb der Kernburg geschaffen wurde.
Im Jahre 1223 traf sich der englische König Heinrich III. mit dem walisischen Prinzen Llewelyn ab Iorwerth auf Ludlow Castle zu Friedensgesprächen, aber den Verhandlungen war kein Erfolg beschieden. Im selben Jahr beschlichen König Heinrich Zweifel an den Aktivitäten Walter de Lacys in Irland und so übernahm die Krone neben anderen Maßnahmen zur Sicherung dessen Loyalität Ludlow Castle für zwei Jahre. Im Mai 1225 bekam Walter de Lacy die Burg wieder zurück, als er einen Angriff auf die Feinde Heinrichs in Irland ausführte und dem König 3000 Mark für die Rückgabe der Burg und seiner Ländereien bezahlte. In den 1230er-Jahren aber hatte Walter de Lacy 1000 Pfund Schulden gegenüber Heinrich und anderen, privaten Gläubigern angesammelt, die er nicht zurückzahlen konnte. Daher überschrieb er 1238 Ludlow Castle als Kreditsicherung an den König, aber er muss die Festung irgendwann vor seinem Tod 1241 zurückbekommen haben.
Walter de Lacys Enkelinnen, Maud und Margaret sollten die verbleibenden Ländereien ihres Großvaters bei seinem Tod erben, aber sie waren damals noch unverheiratet, was es ihnen schwer machte, selbst Grundbesitz zu halten. König Heinrich teilte die Ländereien informell unter ihnen auf, wobei Ludlow Castle an Maud fiel. Er verheiratete sie an einen königlichen Günstling, Peter de Geneva und strich gleichzeitig einen großen Teil der Schulden, die sie von ihrem Großvater geerbt hatte. Peter de Geneva starb 1249 und Maud heiratete ein zweites Mal, diesmal Geoffrey de Geneville, einen Freund von Prinz Eduard, dem künftigen König. 1260 teilte König Heinrich Walter de Lacys Ländereien offiziell auf, wobei Geoffrey de Geneville die Burg behalten durfte.
König Heinrich verlor seine Macht in den 1260er-Jahren, woraus der zweite Krieg der Barone in ganz England resultierte. Nach der Niederlage der Royalisten 1264 nahm der Führer der Rebellen, Simon de Montfort, Ludlow Castle ein, aber es wurde kurze Zeit später von Unterstützern Heinrichs, vermutlich unter Führung von Geoffrey de Geneville, zurückerobert. Prinz Eduard floh 1265 aus der Gefangenschaft und traf sich mit seinen Unterstützern auf der Burg, bevor er mit seinem Kampf um die Rückeroberung des englischen Throns begann, der in Montforts Niederlage in der Schlacht von Evesham später im selben Jahr gipfelte. Geoffrey de Geneville besaß die Burg den gesamten Rest des Jahrhunderts und der Herrschaft Eduards I., die bis zu seinem Tod 1314 prosperierte. De Geneville ließ in dieser Zeit den Rittersaal und den Solar bauen, entweder zwischen 1250 und 1280 oder später in den 1280er- oder 1290er-Jahren. Mit dem Bau der Stadtmauer von Ludlow begann man auch im 13. Jahrhundert, vermutlich ab 1260. Diese Mauer war mit der Burg verbunden und bildete mit ihr zusammen einen geschlossenen Verteidigungsring um die Stadt.

### 14. Jahrhundert

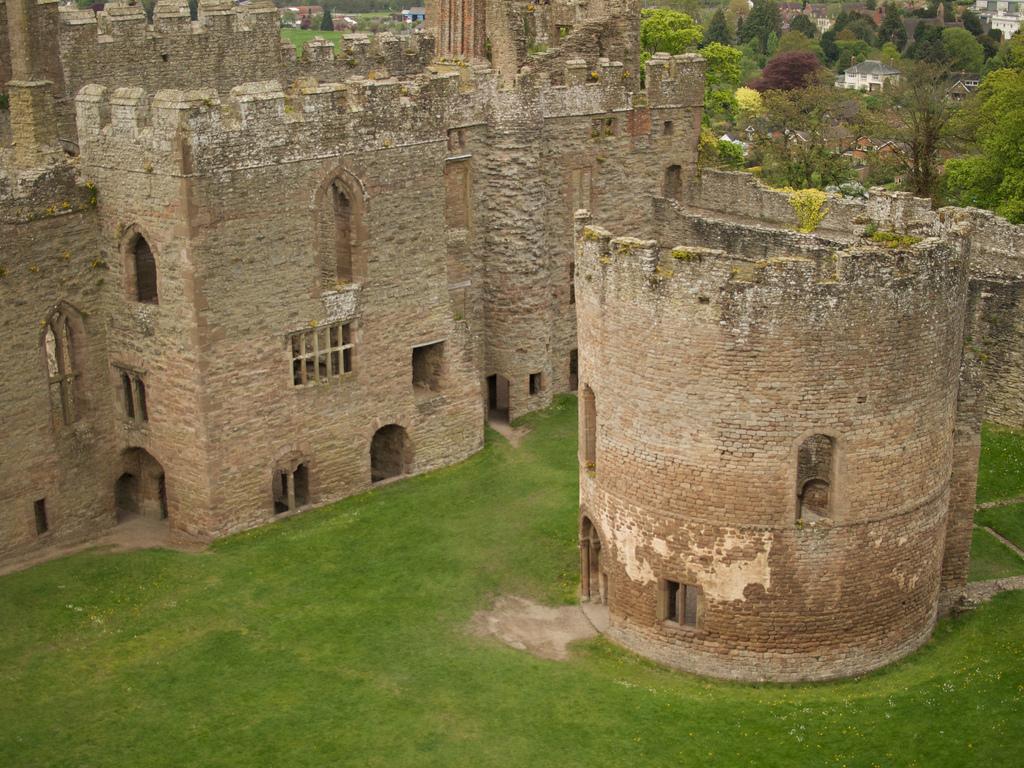
Der Paradeschlafzimmerblock aus dem 14. Jahrhundert und die St.-Maria-Magdalena-Kapelle aus dem 12. Jahrhundert

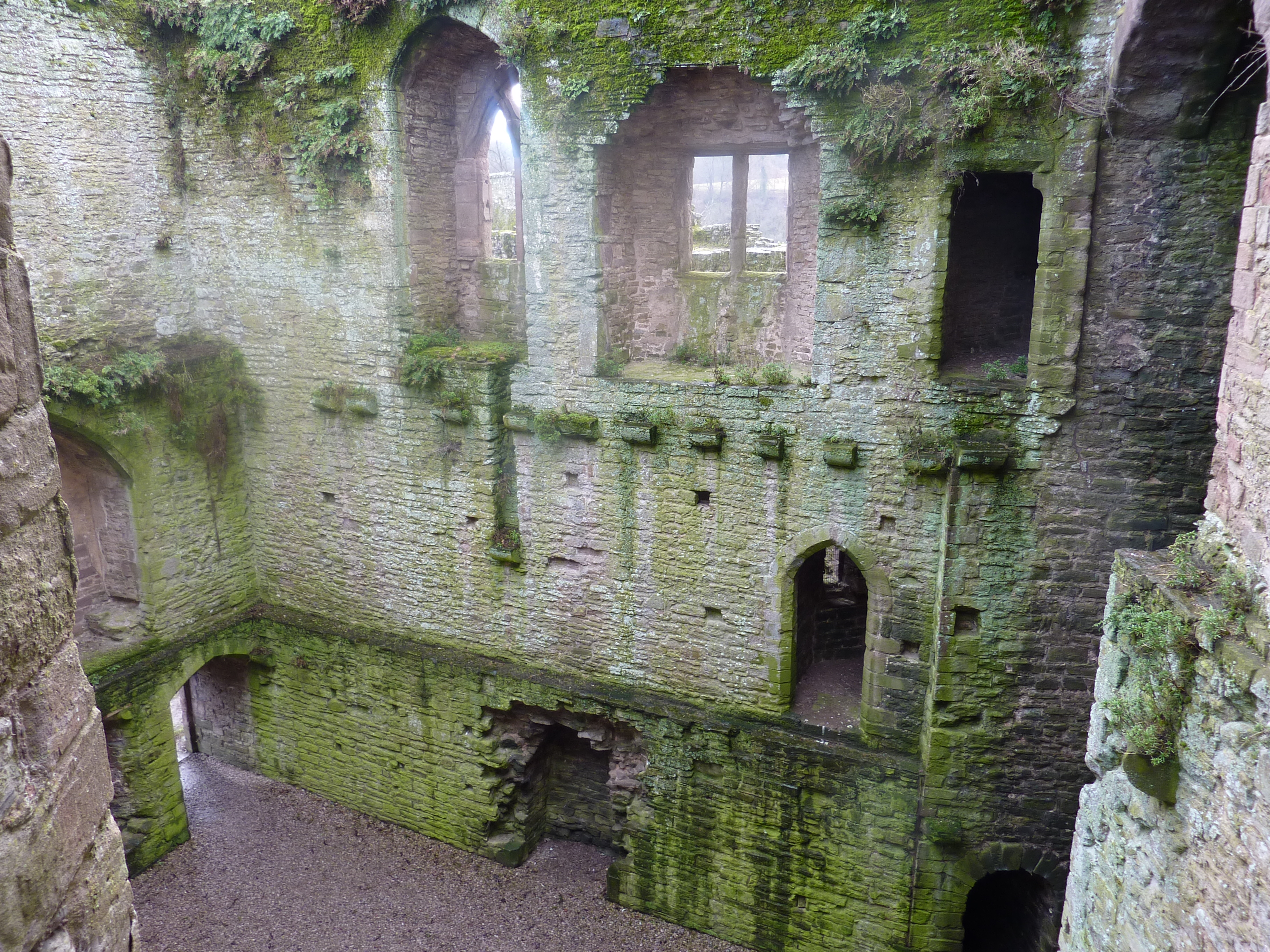
Das Innere des Paradeschlafzimmerblocks

Geoffreys und Mauds älteste Enkelin, Joan, heiratete 1301 Roger Mortimer, womit die Mortimers in den Besitz von Ludlow Castle kamen. Um 1320 ließ Roger Mortimer den Paradeschlafzimmerblock an den Rittersaal und den Solar im damals üblichen Stil eines dreiteiligen Wohngebäudes in Burgen anbauen. Ein weiteres Gebäude ließ er an der Stelle bauen, an der später die Wohngebäude der Tudors errichtet wurden, ebenso wie einen Toilettenturm an der Kurtine. Zwischen 1321 und 1322 fand sich Mortimer auf der Verliererseite des Despenser War. Nach seiner Inhaftierung durch König Eduard II. entfloh er 1323 aus dem Tower of London ins Exil.
Während seines Aufenthaltes in Frankreich bildete Mortimer eine Allianz mit Isabelle, König Eduards entfremdeter Gattin, und zusammen errangen sie 1327 die Macht über England. Mortimer wurde zum Earl of March ernannt und wurde sehr reich. Vermutlich unterhielt er Eduard III. in seiner Burg 1329. Der Earl ließ eine neue Kapelle in der Vorburg errichten, die dem Heiligen Petrus geweiht wurde, weil Mortimer an dessen Gedenktag die Flucht aus dem Tower gelungen war. Mortimers Arbeiten in Ludlow Castle sollten vermutlich, wie der Historiker David Whitehead es formulierte, eine “Showburg” mit ritterlichen und arturischen Untertönen schaffen, in der sich der damals bereits archaische normannische Baustil widerspiegelte. Mortimer ging im Jahr darauf seiner Macht verlustig, aber seiner Witwe Joan wurde gestattet, Ludlow Castle zu behalten.
Ludlow Castle mauserte sich langsam zur wichtigsten Immobilie der Familie Mortimer, aber in den verbleibenden Jahren des 14. Jahrhunderts waren die jeweiligen Eigentümer zu jung, die Burg persönlich zu kontrollieren. Die Burg erbte zunächst kurz Mortimers Sohn Edmund, aber dann 1331 Mortimers jüngster Enkel Roger, der später ein prominenter Kämpfer im Hundertjährigen Krieg wurde. Rogers jüngerer Sohn Edmund erbte die Burg 1358, wuchs dort auf und kämpfte ebenfalls im Krieg gegen Frankreich. Sowohl Roger als auch Edmund nutzten eine Rechtsvorschrift namens „The Use“, die Ludlow Castle ihr ganzes Leben lang effektiv an Treuhänder gegen jährliche Zahlungen vergab. Dies reduzierte ihre Steuerzahlungen und verlieh ihnen mehr Kontrolle über die Vergabe ihrer Ländereien bei ihrem jeweiligen Tod. Edmunds Sohn, ein weiterer Roger, erbte die Burg 1381, aber König Richard II. nutzte Rogers jugendliches Alter, um aus den Ländereien der Mortimers Nutzen zu ziehen, bis sie unter die Kontrolle eines Komitees wichtiger Adliger gestellt wurden. Als Roger Mortimer 1398 starb, übernahm König Richard erneut die Vormundschaft über die Burg für den jungen Edmund, bis er 1399 als König abgesetzt wurde.

### 15. Jahrhundert

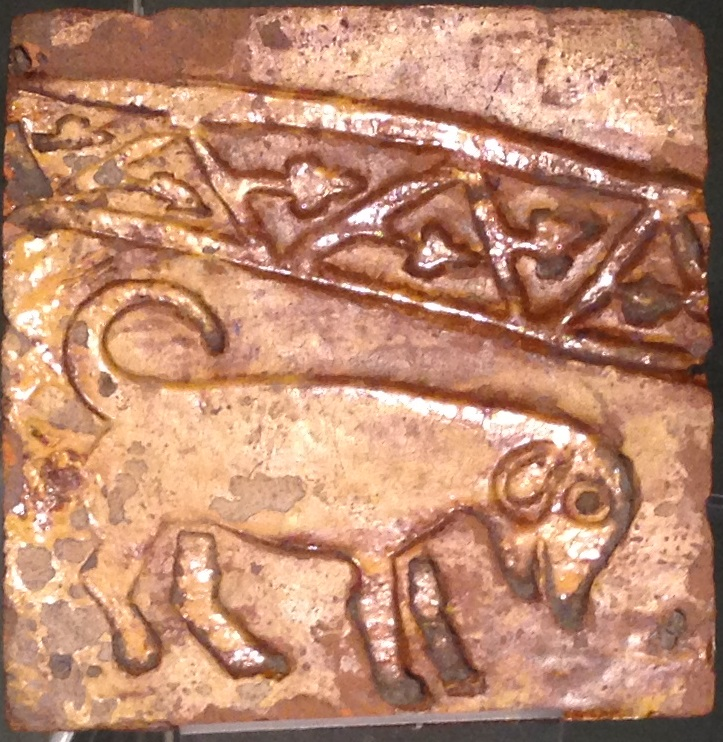
Mittelalterliche Fliese, vermutlich von Ludlow Castle, die ursprünglich Teil einer Jagdszene war.

Ludlow Castle befand sich unter der Vormundschaft König Heinrich IV., als die Owain-Glyndŵr-Revolte in ganz Wales ausbrach. Offiziere wurden auf die Burg abkommandiert, um diese vor der Bedrohung durch die Rebellen zu schützen, zunächst John Lovel und dann Heinrichs Halbbruder, Sir Thomas Beaufort. Roger Mortimers jüngerer Bruder, Edmund, zog 1402 mit einer Armee von der Burg aus gegen die Rebellen, wurde aber in der Schlacht von Bryn Glas gefangen genommen. Heinrich weigerte sich, ihn auszulösen, und heiratete später eine von Glyndŵrs Töchtern, bevor er 1409 bei der Belagerung von Harlech Castle starb.
Heinrich stellte den jungen Erben von Ludlow Castle, einen weiteren Edmund Mortimer, im Süden Englands unter Hausarrest und behielt selbst die Burg fest im Griff. Diese Situation hielt an, bis Heinrich V. Edmund schließlich 1413 seine Ländereien zurückgab, wobei Edmund weiterhin der Krone in Übersee diente. So besuchten die Mortimers in der ersten Hälfte des 15. Jahrhunderts nur selten ihre Burg, obwohl die umgebende Stadt mit Woll- und Stoffhandel reich geworden war. Edmund häufte hohe Schulden an und musste die Rechte an seinen walisischen Besitzungen an ein Konsortium von Adligen verkaufen, bevor er 1425 kinderlos starb.
Die Burg erbte der jüngste Sohn von Edmunds Schwester, Richard, der Duke of York, der sie 1432 in Besitz nahm. Richard interessierte sich sehr für die Burg, die er zum Verwaltungszentrum seiner Ländereien in der Gegend machte und dort vermutlich schon Ende der 1440er-Jahre, sicher aber in den 1450er-Jahren, lebte. Richard holte auch seine Söhne, auch den späteren Eduard IV., und ihre Haushalte auf die Burg. Er war vermutlich verantwortlich für den Wiederaufbau des nördlichen Teils des großen Turms in dieser Zeit.
In den 1450er-Jahren brachen die Rosenkriege zwischen dem Haus Lancaster und dem Haus York, dem Richard angehörte, aus. Die meiste Zeit des Konfliktes stand Ludlow Castle nicht an vorderster Front, sondern diente als sicherer Rückzugsort von den hauptsächlichen Kämpfen. Eine Ausnahme davon stellte die Schlacht von Ludlow dar, die 1459 direkt vor den Toren der Stadt stattfand und mit einem größtenteils unblutigen Sieg von Heinrich VI. aus dem Haus Lancaster endete. Nach der Schlacht wurde ‘’Edmund de la Mare’’ als Konstabler der Burg eingesetzt, um Richards Macht über die Region zu brechen. John Talbot, dem Earl of Shrewsbury, wurde die weitere Herrschaft übertragen. Richard fiel 1460 in einer Schlacht und sein Sohn Eduard kam im Folgejahr auf den Thron Englands, gewann die Kontrolle über Ludlow Castle zurück und vereinigte es mit den Besitzungen der Krone.
Der neue König Eduard IV. besuchte die Burg regelmäßig und etablierte dort eine Versammlung zur Herrschaft über seine Ländereien in Wales. Er ließ nur eine begrenzte Zahl von Arbeiten an dem Anwesen ausführen, auch wenn er vermutlich für den Umbau des großen Turms verantwortlich war. 1473 veranlasste Eduard IV., womöglich unter dem Eindruck seiner eigenen Kindheitserfahrungen, seinen ältesten Sohn, den künftigen Eduard V., und seinen Bruder, Prinz Richard, auf der Burg zu leben. Sie wurde auch der Sitz des neu gegründeten Council of Wales and the Marches. Ab diesem Zeitpunkt diente Ludlow Castle hauptsächlich als Residenz und nicht mehr als militärische Einrichtung, war aber immer noch reich an ritterlicher Bedeutung und ein wertvolles Symbol für die Macht der Yorkisten und ihren Anspruch auf den Thron. Eduard IV. starb 1483, aber nachdem Heinrich VII. 1485 den Thron erobert hatte, nutze er weiterhin Ludlow Castle als regionale Basis, gab es 1493 seinem Sohn, Prinz Arthur, zum Lehen und etablierte das ruhende Council of Wales and the Marches wieder dort.

### 16. Jahrhundert

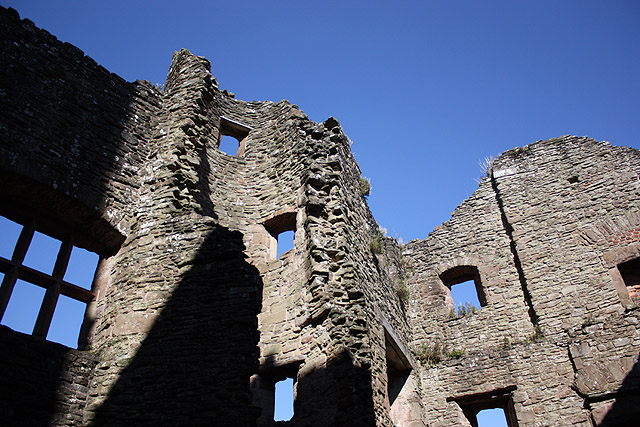
Inneres der der Judges' Lodgings mit der Wendeltreppe (Mitte)

1501 erreichte Prinz Arthur Ludlow Castle auf seiner Hochzeitsreise mit seiner Braut Katharina von Aragon, bevor er im Folgejahr starb. Das Council of Wales and the Marches funktionierte weiterhin, allerdings unter der Führung ihres Präsidenten, Bischof William Smyth. Das Council entwickelte sich zu einer Kombination aus Regierungsstelle und Gericht weiter. Es entschied etliche Konflikte in ganz Wales und hielt die öffentliche Ordnung aufrecht, sodass Ludlow Castle praktisch zur Hauptstadt von Wales wurde.
Maria Tudor, Tochter von Katharina von Aragon, und Heinrich VIII. verbrachten mit ihrer Entourage von Dienern, Beratern und Beschützern 19 Monate auf Ludlow Castle, wo sie das Council of Wales and the Marches von 1525 bis 1528 überwachten. Die relative geringe Summe von 5 £ wurde für die Renovierung der Burg vor ihrer Ankunft ausgegeben. Die weitreichende Rolle des Councils wurde durch die Gesetzgebung von 1534 noch gestärkt und sein Zweck im Unionsgesetz von 1543 weiter herausgestellt. Einige seiner Präsidenten wie der Bischof Rowland Lee nutzten seine größere Macht weiterreichend, um örtliche Kriminelle zum Tode zu verurteilen, aber später bevorzugten die Präsidenten eher die Verurteilung zum Pranger, zur Auspeitschung oder zu einer Gefängnisstrafe auf der Burg. Das Paradeschlafzimmer der Burg diente als Tagungsraum des Councils.
Die Installation des Council of Wales and the Marches auf Ludlow Castle verlieh diesem eine neue Nutzung in einer Zeit, in der viele vergleichbare Festungen zunehmend verfielen. In den 1530er-Jahren benötigte die Burg dringend eine Renovierung. Lee ließ mit dem Arbeiten 1534 beginnen, wozu er Geld borgte, aber Sir Thomas Engleford beschwerte sich im Folgejahr, dass die Burg immer noch nicht für Wohnzwecke geeignet war. Lee ließ die Dächer der Burg reparieren, wobei er vermutlich Bleibleche vom Bruderhaus der Karmeliten in der Stadt verwendete. Das Geld kam von den vom Council verhängten Geldstrafen und von den konfiszierten Gütern. Er gab später an, dass die Arbeiten an der Burg etwa £ 500 gekostet hätten, wenn die Krone dafür direkt hätte aufkommen müssen. Die Portiersloge und das Gefängnis in der Vorburg wurden um 1552 errichtet. Die Wälder um die Burg wurden im 16. Jahrhundert nach und nach abgeholzt.
Elisabeth I. ernannte unter dem Einfluss ihres Günstlings Robert Dudley 1560 Sir Henry Sidney zum Präsidenten des Council und dieser zog nach Ludlow Castle um. Sidney war ein begeisterter Altertumsforscher mit Interesse an der Ritterzeit und nutzte seine Amtszeit dazu, den größten Teil der Burg im Perpendicular Style zu restaurieren. Er ließ die Burg erweitern, indem er Wohnräume für die Familie zwischen dem Rittersaal und Mortimers Tower einbauen ließ. Die früheren königlichen Wohnräume nutzte er als Gästezimmer und begann mit der Tradition, den Rittersaal mit den Wappen von Offizieren des Council auszustatten. Die größeren Fenster der Burg wurden verglast, eine Uhr und Wasserleitungen installiert. Die Einrichtungen der Rechtsprechung wurden mit einem neuen Gerichtsgebäude verbessert, das aus der Kapelle aus dem 14. Jahrhundert entstand; außerdem wurden Einrichtungen für Gefangene und zur Lagerung von Gerichtsakten im Mortimers Tower geschaffen. Die Restaurierung fand allgemein Zustimmung und war, obwohl sie auch einen Springbrunnen, ein Jeu-de-Paume-Feld, Wandelgänge und eine Aussichtsplattform beinhaltete, weniger vergänglich als andere damalige Burgenrestaurierungen.

### 17. Jahrhundert

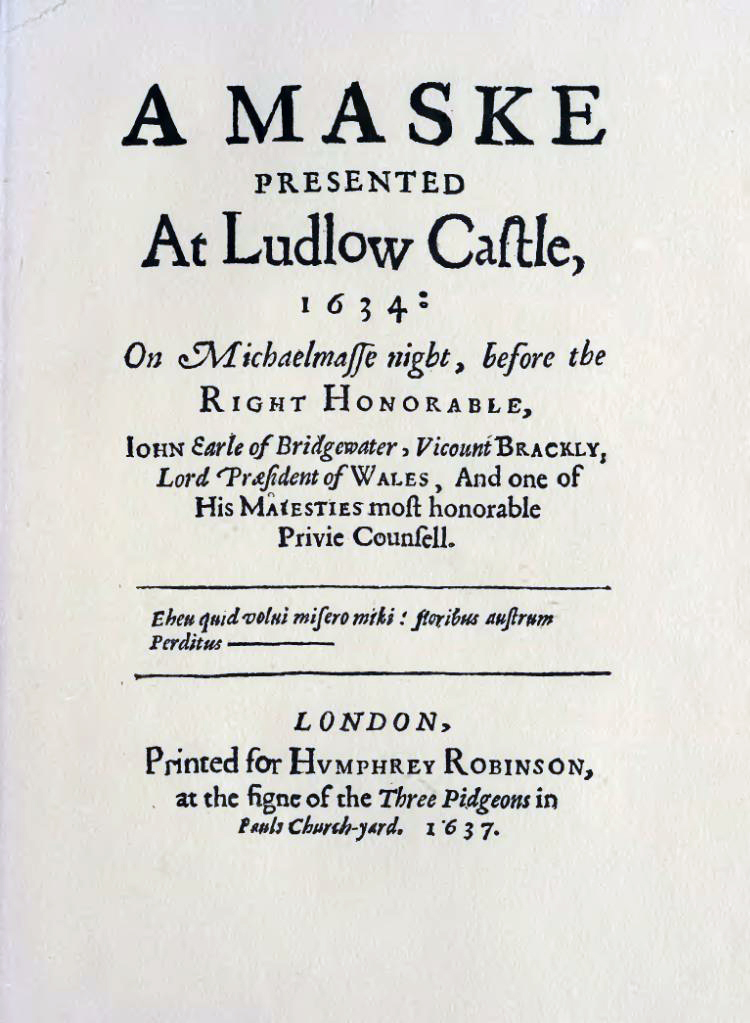
Titelseite von John Miltons Comus, das 1634 auf Ludlow Castle uraufgeführt wurde.

Im 17. Jahrhundert wurde die Burg luxuriös ausgestattet und erhielt einen teuren, aber auch großartigen Haushalt rund um das Council of the Marches. Der spätere König Karl I. wurde 1616 auf der Burg von König Jakob I. zum Prince of Wales erklärt und Lodlow Castle zu seinem Hauptsitz in Wales gemacht. Eine Truppe namens „Queen's Players“ unterhielt das Council in den 1610er-Jahren und 1634 wurde John Miltons Maskenspiel Comus im Rittersaal für John Egerton, den Earl of Bridgewater, uraufgeführt. Das Council aber erfuhr wegen seiner Rechtspraktiken zunehmende Kritik und 1641 entzog ihm ein Parlamentsgesetz alle juristischen Zuständigkeiten.
Als 1642 der englische Bürgerkrieg zwischen den Unterstützern von König Karl und denen des Parlaments ausbrach, unterstützte Ludlow und die Umgebung die Royalisten. In der Stadt wurde eine royalistische Garnison unter dem Befehl von Sir Michael Woodhouse aufgestellt und die Befestigungen der Burg wurden verstärkt. Artillerie wurde von der nahegelegenen Bringwood Forge auf die Burg verlegt. Als das Kriegsglück sich 1644 gegen den König wendete, wurde die Garnison abgezogen, um die Truppen im Felde zu verstärken. Die militärische Situation der Königstreuen verschlechterte sich weiter und 1645 wurden die verbleibenden Außengarnisonen einbeordert, um Ludlow selbst zu verteidigen. Im April 1646 führten Sir William Brereton und John Birch eine Armee der Parlamentaristen von Hereford her, um Ludlow einzunehmen. Nach einer kurzen Belagerung gab Woodhouse am 26. Mai 1646 Burg und Stadt zu guten Konditionen auf. Die Burg war anfangs noch mit einer Garnison besetzt, aber 1653 wurden die meisten Waffen aus Sicherheitsgründen aus der Burg entfernt und nach Hereford geschickt. 1655 wurde die Garnison komplett aufgelöst. 1659 führte die politische Instabilität der Regierung dazu, dass Ludlow Castle erneut mit einer Garnison von 100 Mann unter der Führung von William Botterell belegt wurde.
Karl II. kehrte 1660 auf den englischen Thron zurück und setzte 1661 das Council of the Marches erneut ein, aber die Burg sollte sich nie vom Bürgerkrieg erholen. Richard Vaughan, 2. Earl of Carbery, wurde zum Präsidenten des Council ernannt und mit £ 2000 ausgestattet, um die Burg zu renovieren. In den Jahren 1663–1665 wurde eine Garnison von Infanteriesoldaten unter Überwachung des Earls auf Ludlow Castle stationiert. Ihre Aufgabe bestand darin, das Geld und die Einrichtung der Burg, ebenso wie die Munition für die lokale walisische Miliz zu bewachen. Das Council of the Marches konnte sich nicht wieder etablieren und wurde schließlich 1689 endgültig abgeschafft, womit die Rolle von Ludlow Castle in der Regierung Englands beendet war. Die Burg wurde nicht mehr gebraucht. Daher wurden die Gebäude vernachlässigt und verfielen schnell.

### 18. Jahrhundert

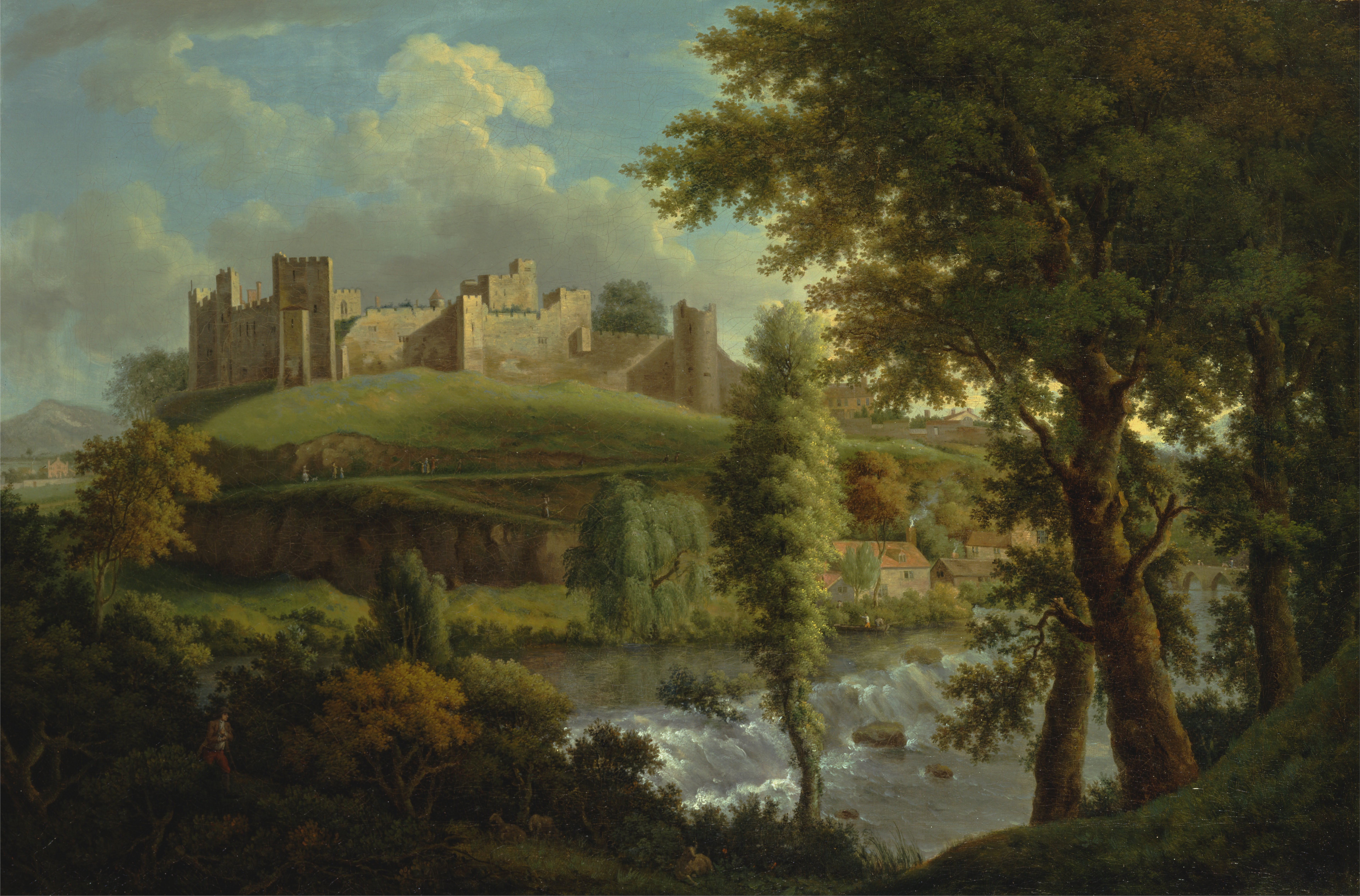
Abbildung von Ludlow Castle aus dem 18. Jahrhundert von Samuel Scott. Das Gemälde entstand zwischen 1765 und 1769 vor der Landschaftsgestaltung auf dem Anwesen.

Die Burg blieb in verfallenem Zustand und 1704 schlug der damalige Gouverneur William Gower vor, sie abzureißen und an ihrer Stelle ein Wohngeviert in zeitgenössischem Stil zu errichten. Seinem Vorschlag folgte man nicht, aber 1708 waren im Hallenblock nur noch drei Räume in Gebrauch. Viele der anderen Gebäude in der Kernburg waren nicht mehr nutzbar und die meisten noch vorhandenen Möbel waren verfault oder zerbrochen. Bald nach 1714 wurden die Bleibleche von den Dächern abmontiert und die Holzdecken brachen nach und nach ein. Der Schriftsteller Daniel Defoe besuchte die Burg 1722 und notierte, die Burg sei “im Zustand perfekten Verfalls”. Dennoch blieben einige Räume noch viele Jahre lang benutzbar, möglicherweise sogar bis in die 1760er- und 1770er-Jahre. Zeichnungen des Torblocks zur Kernburg aus dieser Zeit zeigen diesen immer noch intakt und Besucher bemerkten, dass die runde Kapelle immer noch in gutem Zustand sei. Das Mauerwerk wurde von Efeu, Bäumen und Gestrüpp überwuchert und im Jahre 1800 war die Kapelle der Heiligen Maria Magdalena schließlich eine Ruine.
Alexander Stuart, ein Kapitän der Armee, der letzte Gouverneur der Burg, ließ Mitte der 1700er-Jahre einreißen, was von den Befestigungen übriggeblieben war. Einige der Steine wurden zum Bau des Bowling Green House – später umbenannt in Castle Inn – am nördlichen Ende des Jeu-de-Paume-Platzes verwendet, während man aus der Vorburg ein Bowling Green machte. Stuart lebte in einem Haus in der Stadt Ludlow, dekorierte aber den Rittersaal der Burg mit den Überresten des Arsenals und hat von den Besuchern vermutlich Eintritt verlangt.

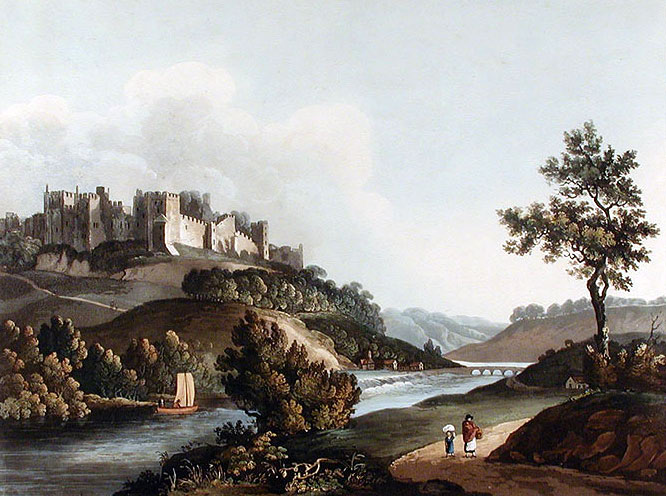
Gemälde der Burg im Oktober 1812 nach der Landschaftsgestaltung und umfangreichen Baumpflanzungen, von einem unbekannten Künstler

Es wurde damals modern, Burgen als Privatresidenzen zu restaurieren und der spätere König Georg II. hat vermutlich erwogen, Ludlow Castle wieder bewohnbar zu machen, ließ sich aber von den geschätzten Kosten von £ 30.000 abschrecken. Henry Herbert, der Earl of Powis, interessierte sich später für die Burgruine und wandte 1771 mit der Bitte an die Krone, sie pachten zu dürfen. Es ist unklar, ob er aus der Burg weiterhin Baumaterialien entnehmen wollte oder – was wahrscheinlicher ist – sie in eine Privatresidenz verwandeln wollte. Aber die Burg war laut Powis' Vermesserbericht vom Ende desselben Jahres schon „extrem ruinös“, die Mauern „meist nur noch Schutt und die Zinnen größtenteils verfallen“. Die Krone bot eine Verpachtung für 31 Jahre für eine Pacht von £ 20 pro Jahr an, was Lord Powis 1772 akzeptierte, nur um kurz danach zu sterben.
Heinrichs Sohn, George Herbert, übernahm den Pachtvertrag und seine Frau Henrietta ließ öffentliche, gekieste Wege durch die Felsen um die Burg anlegen und Bäume auf dem gesamten Anwesen pflanzen, um das Erscheinungsbild der Burg zu verbessern. Die Mauern und Türme der Burg wurden oberflächlich repariert und gereinigt, meistens, wenn Teile davon einzustürzen drohten. Der Innenhof der Kernburg wurde eingeebnet, was erhebliche Kosten verursachte. Der Landschaftspark benötigte ebenfalls teure Unterhaltungs- und Reparaturmaßnahmen.
Die Stadt Ludlow wurde zunehmend modern und von Touristen besucht, wobei die Burg eine besonders populäre Sehenswürdigkeit darstellte. Thomas Warton veröffentlichte 1785 eine Ausgabe von Miltons Gedichten, die Ludlow Castle beschrieben und die Verbindung zu Comus bekanntmachten, was den Ruf der Burg als pittoresken und sublimen Ort stärkte. Die Burg wurde zum Motiv für Maler, die an diesen Themen interessiert waren: William Turner, Francis Towne, Thomas Hearne (1744–1817), Julius Ibbetson, Peter de Wint und William Marlowe fertigten alle Abbildungen der Burg Ende des 18. und Anfang des 19. Jahrhunderts an, wobei sie oft in Details künstlerische Freiheit zur Erzielung einer romantischen Atmosphäre walten ließen.

### 19. Jahrhundert

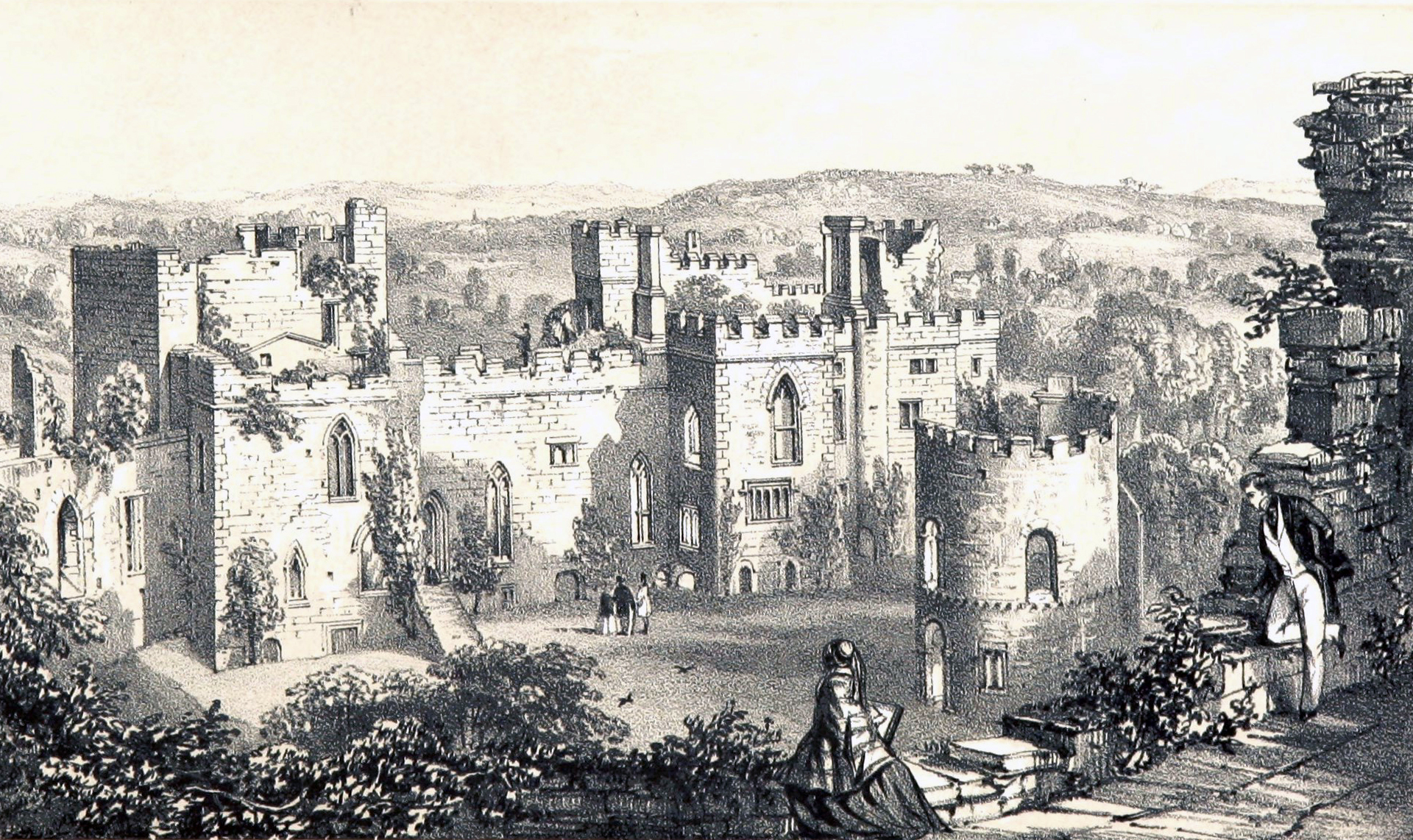
Die Kernburg und Besucher 1852

Edward Clive, Georges Schwager und Erbe, versuchte ab 1803, einen Pachtvertrag für die Burg zu bekommen, wobei er auf die Anstrengungen seiner Familie bei der Restaurierung der Burg hinwies. Bei seinen Bemühungen um eine Fortsetzung des Pachtvertrages sah er sich der Konkurrenz durch das Kasernenamt der Regierung gegenüber, die die Burg als Kriegsgefangenenlager für über 4000 französische Soldaten aus den napoleonischen Kriegen nutzen wollte. Nach umfangreichen Diskussionen ließ man den Plan eines Kriegsgefangenenlagers schließlich fallen und Lord Clive, der damals bereits zum Earl of Powis erhoben worden war, bot man die Gelegenheit, die Burg für £ 1560 zu kaufen. 1811 machte er von diesem Angebot Gebrauch.
Zwischen 1820 und 1828 ließ der Earl den aufgelassenen Jeu-de-Paume-Platz und das Castle Inn – das er 1812 nach Kauf der Burg schloss – in ein neues, großes Gebäude namens Castle House umbauen, das über der Nordseite der Vorburg steht. Seit den 1840er-Jahren war dieses Haus verpachtet, zuerst an George Hodges und seine Familie, dann an William Urwick und Robert Marston, alle wichtige Mitglieder der örtlichen Landbesitzerklasse. Dieses Herrenhaus enthielt einen Salon, ein Speisezimmer, ein Studierzimmer, Quartiere für die Dienerschaft, ein Gewächshaus und Weinreben. 1887 betrug die Jahrespacht £ 50.
Im 19. Jahrhundert wurden die Burgmauern wieder von Vegetation überwuchert, wenn man auch nach einem Bericht von Arthur Blomfield 1883, der den Schaden aufzeigte, den der Efeu anrichtete, Versuche unternahm, die Pflanzen zu kontrollieren und etliche Mauern davon befreite. Ludlow Castle wurde von viktorianischen Altertumsforschern sehr geschätzt; George Clark nannte die Burg „die Glorie der mittleren Marches of Wales“ und bemerkte, dass sie wegen ihrer Lage inmitten lichten Waldes “vermutlich ohne Gleichen in Großbritannien” sei. Als die Stadt Ludlow 1852 an das wachsende Eisenbahnnetz angeschlossen wurde, nahm die Zahl der Touristen in der Burg zu. Der Eintritt kostete damals Sixpence. Die Burg wurde für viele Zwecke genutzt. Auf den Grasflächen der Vorburg wurden Schafe und Ziegen geweidet und sie wurden für Parforcejagden, Sportveranstaltungen und Landwirtschaftsschauen genutzt. Teile der Vorburg dienten als Holzlager und um die Jahrhundertwende nutzte die örtliche freiwillige Miliz das alte Gefängnis als Munitionslager.

### 20. Jahrhundert

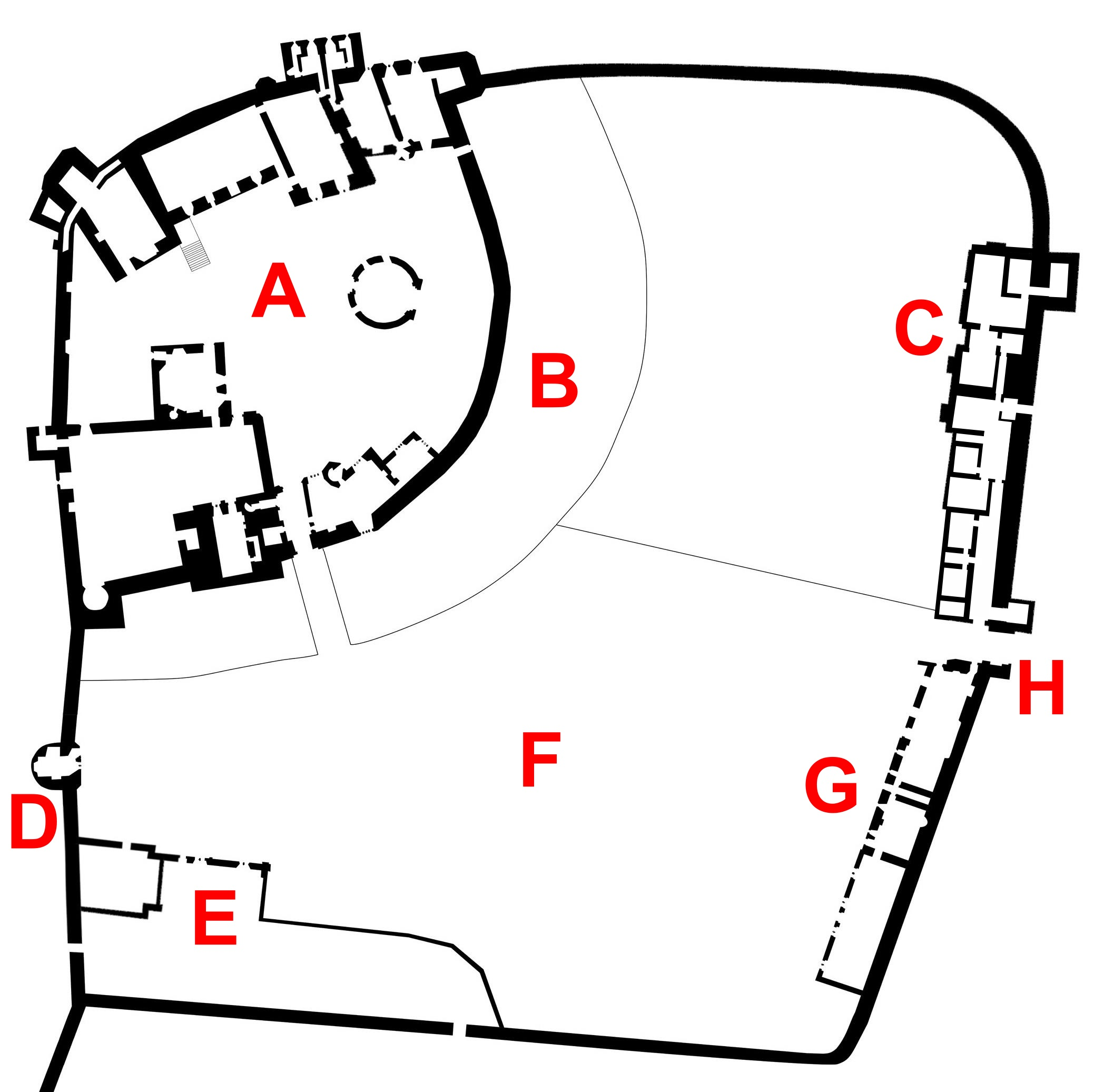
Grundriss von Ludlow Castle: A – Kernburg; B – Burggraben; C – Castle House; D – Mortimers Tower; E – Kapelle St. Peter; F – Vorburg; G – Burgwächterhaus, Gefängnis und Stallungen; H – Eingang

W. H. St. John Hope und Harold Brakspear begannen 1903 mit einer Reihe archäologischer Untersuchungen auf Ludlow Castle. Ihre Erkenntnisse veröffentlichten sie 1909 und sie werden auch heute noch von modernen Akademikern geschätzt. Christian Herbert, der Earl of Powis, ließ das Mauerwerk der Burg größtenteils von Efeu und anderen Überwucherungen befreien. 1915 wurde die Burg vom Staat zum „Ancient Monument“ erklärt, gehörte aber weiterhin dem Earl und den Treuhändern der Powis-Ländereien und wurden von diesen auch unterhalten.
Die Burg wurde zunehmend entschiedener unterhalten und in den 1910er- und 1920er-Jahren wurden die großen Bäume auf dem Anwesen gefällt und die Tiere mit der Begründung, dass sie ein Gesundheits- und Verletzungsrisiko für die Besucher darstellten, aus Kern- und Vorburg vertrieben. In den 1930er-Jahren wurde der Rest der Vegetation von den Burgmauern entfernt, die Keller wurden von der Regierungsbehörde Office of Works entrümpelt und der Stallungsblock in ein Museum umgebaut. Touristen besuchten weiterhin die Burg; in den 1920er- und 1930er-Jahren kamen viele Arbeitergruppen aus den neuen Automobilwerken in der Region. Die freien Flächen in der Burg wurden von der Stadtbevölkerung für Fußballturniere und ähnliche Veranstaltungen genutzt; 1934 wurden Miltons Comus zum 300. Jubiläum der Uraufführung erneut in der Burg auf die Bühne gebracht.
Castle House in der Vorburg wurde 1901 an den Diplomaten Sir Alexander Stephen verpachtet; dieser ließ 1904 umfangreiche Arbeiten an dem Haus ausführen, wobei die Nordseite des Hauses erweitert und modernisiert wurde, z. B. durch den Einbau eines Billardraumes und einer Bibliothek. Die Kosten wurden auf etwa £ 800 geschätzt. Castle House wurde bis zum Zweiten Weltkrieg weiterhin von der Powis-Gutsverwaltung an reiche Einzelpersonen verpachtet. Einer dieser Pächter, Richard Henderson, gab an, dass er etwa 4000 £ für die Unterhaltung und den Ausbau des Hauses ausgegeben habe; der Pachtwert der Immobilie stieg in dieser Zeit von 76 £ auf 150 £.
Im Zweiten Weltkrieg wurde die Burg vom alliierten Militär genutzt. Der Great Tower diente als Ausguck und die US-amerikanischen Streitkräfte spielten Baseball in den Gärten der Burg. Castle House stand nach dem Tod des letzten Pächters, James Geenway, leer. 1942 wurde es kurzzeitig von der Royal Air Force requiriert und in Wohnungen für kriegswichtige Arbeiter umgewandelt. Dies verursachte erheblichen Schaden, der später auf 2000 £ geschätzt wurde. 1956 wurde Castle House wieder an den Earl of Powis zurückgegeben, der es im Folgejahr für 4000 £ an die Stadtverwaltung von Ludlow verkaufte. Diese vermietete dann die Wohnungen.
In den 1970er-Jahren und Anfang der 1980er-Jahre unterstützte dann das Umweltministerium die Gutsverwaltung der Powis durch Ausleihung von Staatsangestellten für die Reparatur der Burg. Die Besucherzahlen gingen jedoch zurück, zum Teil auch wegen des vernachlässigten Zustandes des Anwesens und so war die Gutsverwaltung immer weniger im Stande, die Burg ausreichend zu unterhalten. 1984 übernahm English Heritage die Funktion des Umweltministeriums und die Aufgabe der Erhaltung der Burg wurde systematischer angegangen. Darauf beruhte eine Partnerschaft, die das Eigentum der Burg bei der Gutsverwaltung beließ, die die Burg für Besucher zugänglich machte und dafür 500.000 £ von English Heritage für ein gemeinsam finanziertes Reparatur- und Unterhaltungsprogramm erhielt. Reparatur und Unterhaltung wurden von darauf spezialisierten Firmen ausgeführt. Dies umfasste Reparaturen an Teilen der Kurtine, die 1990 einstürzten und einen Neubau des Besucherzentrums. Von 1992 bis 1993 führte die Archäologieabteilung der Stadt Hereford begrenzte Ausgrabungen in der Vorburg durch.

### 21. Jahrhundert

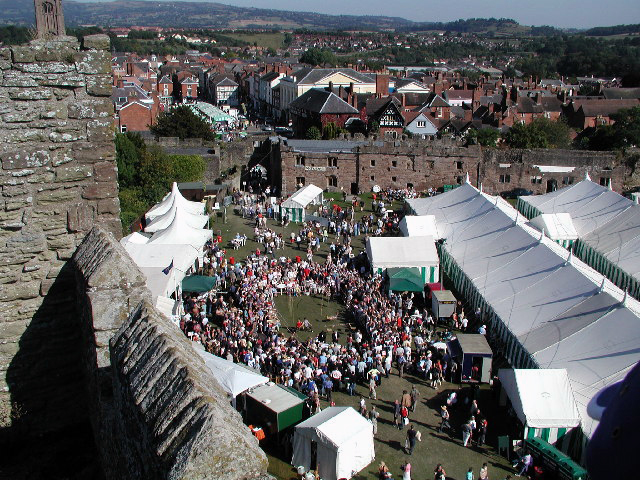
Ludlow Food and Drink Festival 2003 im Burghof

Heute, im 21. Jahrhundert, gehört Ludlow Castle John Herbert, dem derzeitigen Earl of Powis, wird aber von den Treuhändern der Gutsverwaltung als Touristenattraktion betrieben. Im Jahre 2005 besuchten über 100.000 Touristen die Burg, mehr als in den vorhergehenden Jahrzehnten. Als Teil des jährlichen Ludlow Festival findet traditionell eine Shakespeare-Aufführung auf der Burg statt. Außerdem ist sie das Zentrum des Ludlow Food and Drink Festivals jedes Jahr im September.
English Heritage betrachtet Ludlow Castle als „eine von Englands schönsten Burgen“. Die Ruinen stellen einen „bemerkenswert vollständigen Komplex aus verschiedenen Epochen“ dar. Sie sind als Scheduled Monument und historisches Gebäude I. Grades gelistet. Bis zum Anfang des 21. Jahrhunderts war das Castle House ziemlich verfallen und English Heritage nahm es in das „At-Risk-Register“ auf. Im Jahre 2002 kaufte die Gutsverwaltung dieses Gebäude vom South Shropshire District Council für £ 500.000 zurück, renovierte es und wandelte es in Büros und Mietwohnungen um. 2005 wurde es wiedereröffnet.

## Architektur
Ludlow Castle ist auf einem Felsvorsprung über der modernen Stadt Ludlow im Osten erbaut. Das Gelände fällt steil etwa 30 Meter nach Süden und Westen zu den Flüssen River Corve und River Teme ab. Die Burganlage ist grob rechteckig und etwa 150 m × 130 m groß. Sie bedeckt eine Fläche von insgesamt 2 Hektar. Das Innere der Burganlage ist in zwei Hauptteile gegliedert: eine Kernburg in der Nordwestecke und eine viel größere Vorburg. Ein dritter Teil, innerste Burg genannt, wurde Anfang des 13. Jahrhunderts durch den Bau von Mauern in der Südwestecke der Kernburg angelegt. Die Burgmauern schließen an die Süd- und Ostseiten des mittelalterlichen Mauerrings der Stadt Ludlow an. Die Burg ist aus einer Reihe unterschiedlicher Bausteine aufgebaut: Das Mauerwerk aus normannischer Zeit besteht aus graugrünem Schluffbruchstein, wobei Werk- und Ecksteine aus rotem Sandstein gefertigt wurden. Spätere Mauerwerke bestehen ausschließlich aus dem roten Sandstein der Gegend.

### Vorburg

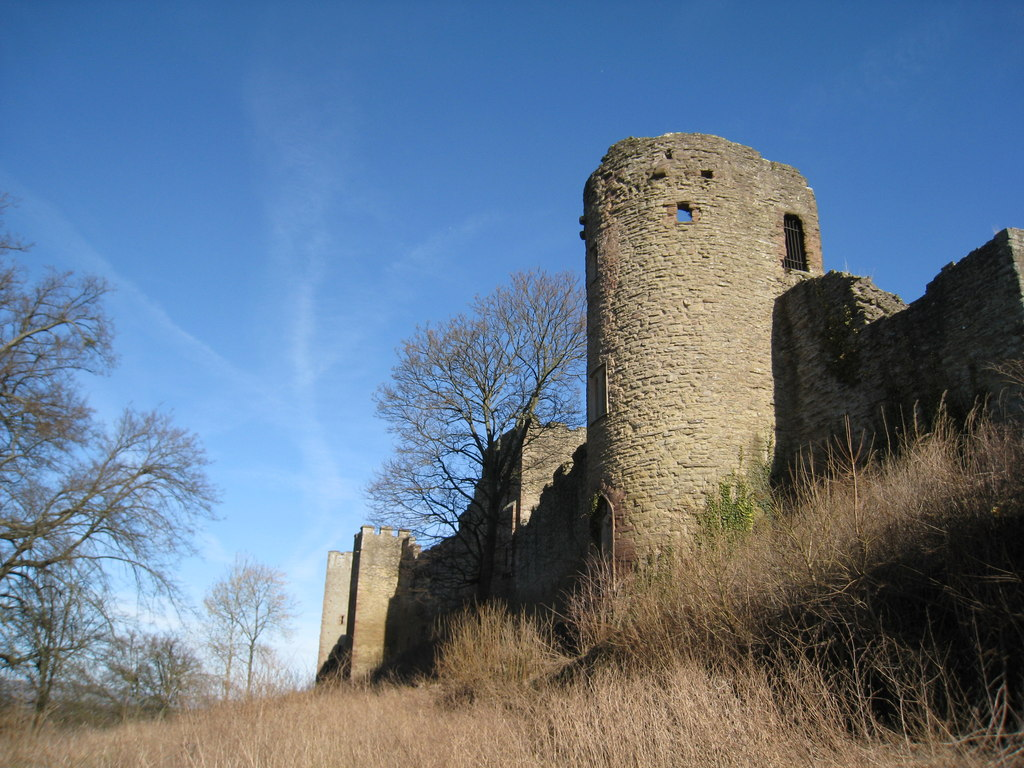
Mortimer's Tower und Türme der Kernburg in der Ferne

Die Vorburg betritt man durch das Torhaus. Der Raum innerhalb der Kurtine ist zweigeteilt. An der Nordseite der Vorburg befindet sich das Castle House und seine Gärten. Das Haus ist zweigeschossig und wurde auf den alten Mauern des Jeu-de-Paume-Platzes und des Castle Inn errichtet. Die Nordseite des Castle House stößt an den Beacon Tower, von dem aus man die Stadt überblicken kann.
In der anderen Hälfte der Vorburg befinden sich der Wachraum, das Gefängnis und der Block der Stallungen, der an der Ostseite entlang verläuft. Der Wachraum und das Gefängnis bestehen aus zwei Gebäuden, 12 m × 7 m und 17,7 m × 7 m, beide zweigeschossig und aus Werkstein errichtet. Die Stallungen befinden sich am entfernten Ende, sind in Bruchstein errichtet und sind 20,1 m × 6,4 m groß. Die Außenwände des Gefängnisses waren ursprünglich mit den Wappen von Heinrich, dem Earl of Pembroke und Königin Elisabeth I. dekoriert, aber diese wurden ebenso zerstört wie die vergitterten Fenster, die einst das Haus schützten.
Entlang der Südseite der Vorburg befinden sich die Reste von St. Peter, einer Kapelle aus dem 14. Jahrhundert, etwa 6,4 m × 15,8 m groß, die später in ein Gerichtsgebäude umgewandelt und mit einer Erweiterung versehen wurde, die bis zur westlichen Kurtine reicht. Der Gerichtssaal erstreckte sich über den gesamten ersten Stock, die Gerichtsakten wurden in den Räumen darunter gelagert. Die Südwestecke der Vorburg ist durch eine moderne Mauer vom Rest der Vorburg abgetrennt.
Die westliche Kurtine ist etwa 1,96 m dick und trägt den Mortimers Tower aus dem 13. Jahrhundert, der außen 5,5 m × 5,5 m misst und im Erdgeschoss eine Gewölbekammer mit 3,7 m × 3,7 m Grundfläche beherbergt. Zunächst wurde Mortimers Tower als dreistöckiges Torhaus in einem ungewöhnliche, D-förmigen Grundriss errichtet, möglicherweise ähnlich dem auf Trim Castle in Irland. Aber im 15. Jahrhundert wurde der Eingang verschlossen und so der Turm in einen gewöhnlichen Mauerturm verwandelt und im 16. Jahrhundert wurde ein zusätzliches Stockwerk eingezogen. Der Turm hat heute kein Dach mehr; er hat es allerdings erst Ende des 19. Jahrhunderts verloren.

### Kernburg

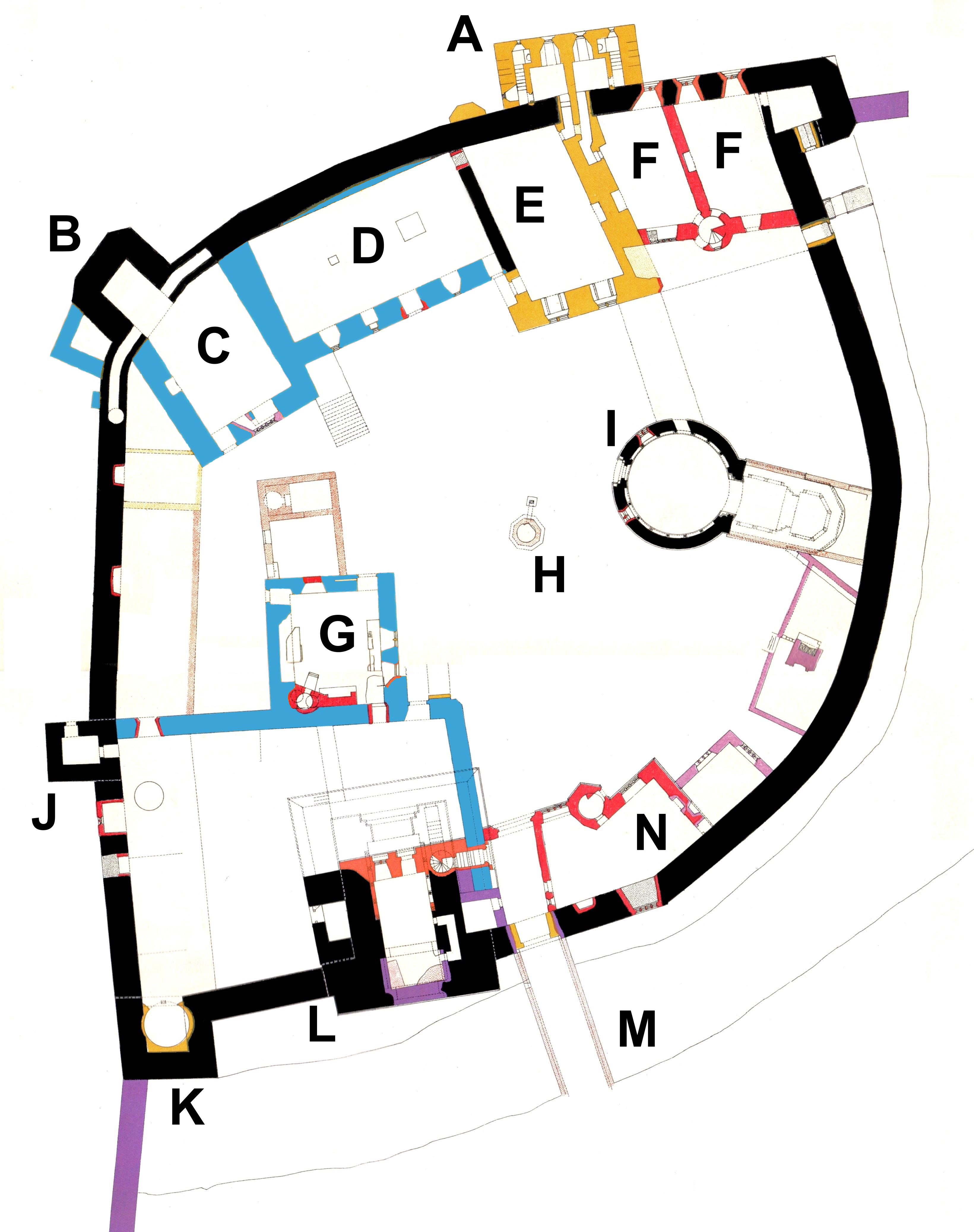
Kernburg: A – Abortturm; B – Nordwestturm; C – Solar-Block; D – Rittersaal; E – Paradeschlafzimmerblock; F – Gemächer der Tudors und Nordostturm; G – Hauptküche und Speisekammer; H – Brunnen; I – Kapelle der Hl. Maria Magdalena; J – Westturm; K – Südwestturm; L – Great Tower; M – Burggraben und Brücke; N – Richtergemächer.
Zeitabschnitte: schwarz – 11./12. Jahrhundert; purpur – 12. Jahrhundert; blau – 13. Jahrhundert; gelb – 14. Jahrhundert; orange – 15. Jahrhundert; rot – 16. Jahrhundert; hell purpur – 17. Jahrhundert; gestrichtelt – zerstörte Gebäude

Die Kernburg zeigt die Ausdehnung der ursprünglichen, normannischen Burg und ist von einer 1,5–1,8 m dicken Kurtine umschlossen. An der Süd- und der Westseite ist die Mauer zusätzlich durch eine Burggraben geschützt, der bis zu 24 m tief aus dem Fels geschnitten wurde. Ihn überspannt eine Brücke, die immer noch aus einem Teil der Werksteine ihrer Vorgängerin aus dem 16. Jahrhundert besteht. In der Kernburg wurde im 13. Jahrhundert ein weiterer Hof in der Südwestecke, innerste Burg genannt, durch eine 1,5 m dicke Steinmauer abgeteilt.
Das Torhaus zur Kernburg trägt die Wappen von Sir Henry Sidney und Königin Elisabeth I. darüber, die von 1581 datieren. Es war ursprünglich ein dreistöckiges Gebäude mit Oberlichten und offenen Kaminen und diente vermutlich als Wohnung für die Richter. Vermutlich gab es auch Schildhalter unter den Wappen, die aber im Laufe der Zeit verlorengingen. Einen Wachraum gab es auf der rechten Seite des Eingangs, von wo aus der Zugang kontrolliert werden konnte. Die Räume waren über eine Wendeltreppe in einem vorspringenden Turm zugänglich. Das Gebäude hatte auffällige Dreifachkamine. All diese Räume gibt es heute nicht mehr. Entlang des Torhauses befand sich ursprünglich ein halb aus Holz errichtetes Gebäude, möglicherweise eine Waschküche, 14,6 m × 4,6 m groß. Auch dieses Gebäude existiert heute nicht mehr.
Auf der Ostseite der Kernburg befindet sich die Kapelle der Hl. Maria Magdalena aus dem 12. Jahrhundert. Die kreisrunde, romanische Konstruktion der Kapelle ist unüblich; es gibt nur drei weitere Beispiele dafür in England, auf Castle Rising Castle, auf Hereford Castle und auf Pevensey Castle. Das aus Sandstein errichtete, kreisrunde Gebäude soll an den Schrein in der Grabeskirche erinnern. Ursprünglich besaß die Kapelle ein Kirchenschiff und einen quadratischen, 3,8 m × 3,8 m großen Altarraum, aber diese Konstruktion wurde im 16. Jahrhundert wesentlich verändert und nur das Kirchenschiff ist heute noch erhalten. Das Kirchenschiff hat heute auch kein Dach mehr. Es hat einen Durchmesser von 8 m und ist durch verschiedene Streifen von Mauerwerk sichtbar in zwei Abschnitte unterteilt. In den unteren Bereichen hat sich auch noch etwas Putz erhalten. An den Innenwänden des Kirchenschiffs befinden sich 14 Nischen.
Die Nordseite der Kernburg nehmen verschiedene Gebäude ein, der Solarblock, der Rittersaal und der Paradeschlafzimmerblock. Die Gemächer der Tudors befinden sich in der Nordostecke. Letztere haben die Form von zwei Rhomboiden, damit sie in den Winkel passen, der durch die Kurtine gebildet wird. Sie werden durch eine Mauer getrennt; die Westseite ist etwa 10,1 m × 4,6 m groß, die Ostseite 10,1 m × 6,4 m. Sie waren über eine gemeinsame Wendeltreppe erreichbar, eine Konstruktion, die man in vielen Bischofspalästen des 16. Jahrhunderts findet. Ursprünglich gab es dort eine Reihe kleiner Büros und Privaträume für die Angestellten des Gerichtes, die später in zwei getrennte Wohnungen umgewandelt wurden.
Der Paradeschlafzimmerblock, der an die Gemächer der Tudors anschließt, entstand um 1320. Er wurde auch als Rhomboid erstellt, etwa 16 m × 10 m groß. Das Hauptschlafzimmer befand sich ursprünglich im Obergeschoss, wurde in den folgenden Jahren aber wesentlich verändert. Die behauenen Konsolen, die im Obergeschoss heute noch erhalten sind, zeigen möglicherweise Eduard II. und Königin Isabella. Hinter dem Paradeschlafzimmerblock befindet sich der Abortturm, eine vierstöckige Konstruktion, in dem sich eine Kombination aus Gemächern und Aborten befindet.
Der Rittersaal aus dem 13. Jahrhundert befand sich ebenfalls im 1. Obergeschoss. Er hatte ursprünglich einen Holzfußboden, der durch Steinpfeiler im Erdgeschoss gestützt wurde, und ein massives Holzdach. Er war 18,3 m × 9,1 m groß; das Längen-Breiten-Verhältnis von 2 : 1 war typisch für Rittersäle dieser Zeit. Den Rittersaal konnte man über eine Reihe von Steinstufen an der Westseite erreichen. Er wurde durch drei hohe, dreigeteilte Fenster belichtet, jedes mit einem eigenen Fenstersitz und nach Süden ausgerichtet, um das Sonnenlicht hereinzulassen. Ursprünglich hatte der Rittersaal eine offene Feuerstelle in der Mitte des Raumes, was für das 13. Jahrhundert üblich war, aber das mittlere Fenster wurde um 1580 in einen modernen, offenen Kamin umgebaut.
Westlich des Rittersaals befindet sich der dreigeschossige Solarblock, ein unregelmäßiges, längliches Gebäude mit bis zu 7,9 m × 11,9 m Größe. Der Raum im 1. Obergeschoss diente vermutlich als Solar (Speisezimmer für die Familie), das Erdgeschoss als Raum für die Dienerschaft. Rittersaal und Solarblock wurden zur selben Zeit im 13. Jahrhundert errichtet, wobei die Maurer die Einbauten des alten normannischen Turmes hinter dem Rittersaal entfernten. Sie wurden vermutlich in zwei Bauabschnitten errichtet und sollten eigentlich kleinere, weniger representative Gebäude werden. Allerdings änderte man die Pläne im Laufe des Baus. Sie wurden eiligst fertiggestellt, wovon man heute noch Spuren zusammen mit weiteren Änderungen im 16. Und 17. Jahrhundert sehen kann.

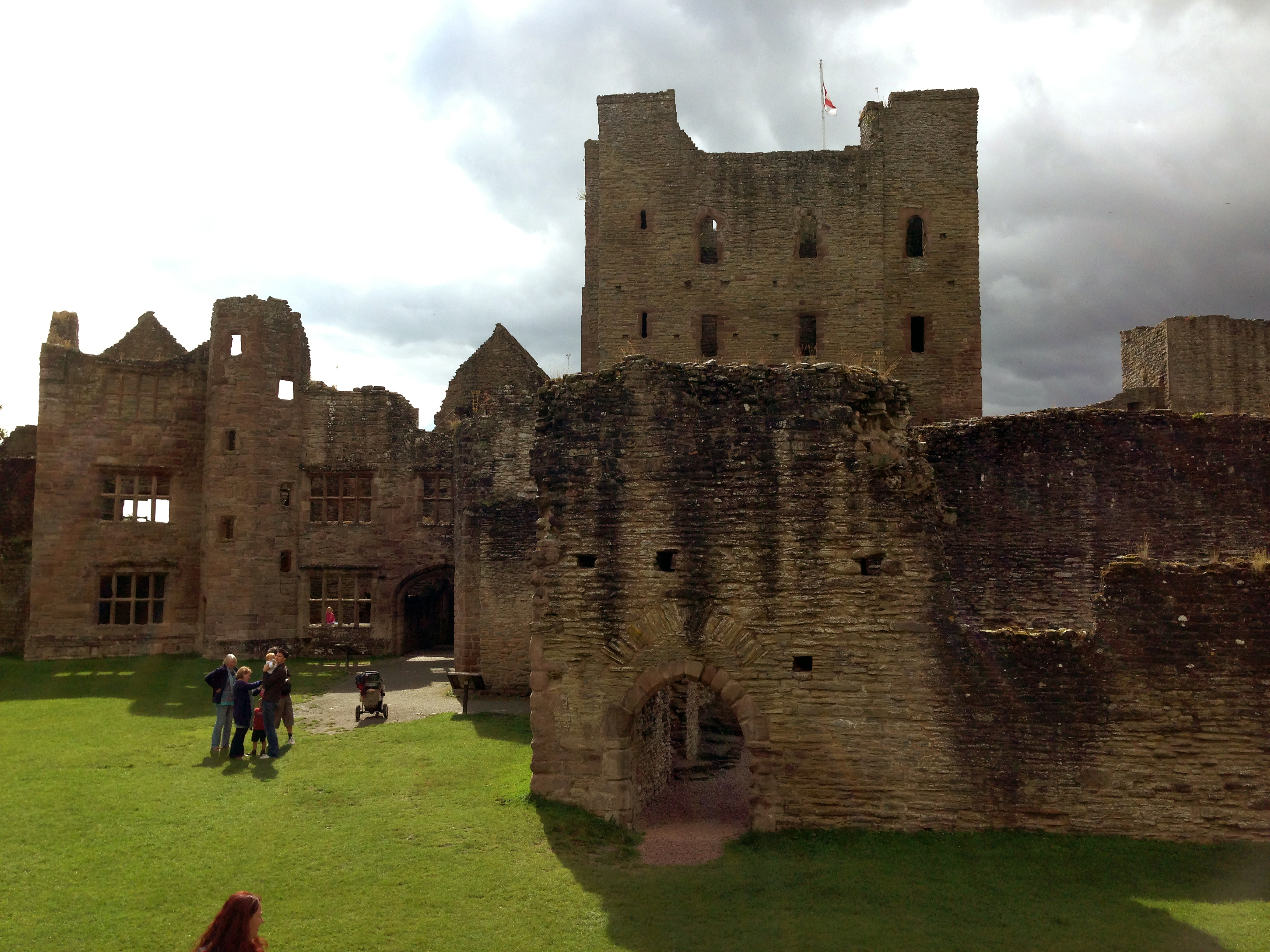
Die Hauptküche (rechts) vor dem innersten Hof und der Eingang zur Kernburg (links)

Der Nordwest- und der Nordostturm hinter den nördlichen Gebäuden sind normannischen Ursprungs, aus dem 11. und vom Beginn des 12. Jahrhunderts. Sie entstanden durch Wölbung der Kurtine nach außen, bis die gewünschte äußere Form entstand. Dann wurden Holzböden und eine Holzwand hinten eingesetzt. Die Holzteile der Türme wurden später durch steinerne Bauteile ersetzt und in die Reihe der späteren Bauwerke eingefügt. Der Nordostturm, auch Pendover Tower, war ursprünglich zwei Stockwerke hoch. Ein drittes Geschoss wurde im 14. Jahrhundert hinzugefügt und im 16. Jahrhundert wurde das Innere wesentlich umgestaltet. Er hat gefaste Außenecken, um Angriffe zu erschweren, wenn dies auch die Struktur des Turms als Ganzes schwächt. Auch der Nordwestturm hatte solche angefasten Ecken, aber der Abortturm wurde im 13. Jahrhundert angebaut und veränderte dessen äußeres Erscheinungsbild. Zwei weitere normannische Türme sind bis heute im innersten Hof erhalten, der Westturm, auch Postern Tower genannt, weil er den Hintereingang („postern gate“) enthielt, und der Südwestturm, auch Oven Tower, wegen seiner Kocheinrichtungen. Die normannischen Türme blickten Richtung Wales über das Land, vermutlich aus symbolischen Gründen.
Eine Reihe von Gebäuden, die heute nicht mehr existieren, erstreckten sich einst von innersten Hof bis zum Rittersaal. Dazu gehörte auch ein großes, steinernes Haus, 16,5 m × 6,1 m groß, das sich entlang der Kurtine erstreckte, und an der dem innersten Hof entgegengesetzten Seite die Hauptküche, 9,4 m × 7 m groß, die etwa zur selben Zeit wie der Rittersaal erbaut wurde. Dazu kam ein Ofengebäude, 6,4 m × 8,2 m groß.
Der Great Tower oder Donjon liegt an der Südseite des innersten Hofes. Es ist ein grob quadratisches Gebäude, vier Stockwerke hoch. Die meisten seiner Wände sind 2,6 m dick, mit Ausnahme der neueren nördlichen Wand, die nur 2,3 m dick ist. Der Great Tower wurde in verschiedenen Baustufen errichtet. Ursprünglich war er ein relativ großes Torhaus in der ursprünglichen normannischen Burg, vermutlich mit Schlafgemächern über dem Durchgang. Mitte des 12. Jahrhunderts wurde er dann zum Donjon umgebaut, diente aber weiterhin als Torhaus für die Kernburg. Als Anfang des 13. Jahrhunderts der innerste Hof geschaffen wurde, füllte man den Durchgang aus und schuf einen neuen Eingang in die Kernburg östlich des Great Tower. Schließlich wurde Mitte des 15. Jahrhunderts die Nordseite des Gebäudes neu errichtet, wodurch der Great Tower in seiner heute sichtbaren Form entstand. Der Donjon hat ein gewölbtes Erdgeschoss, 6,1 m hoch, mit normannischen Wandbögen und eine Reihe von Fenstern im 1. Obergeschoss, die aber im Laufe der Zeit größtenteils zugemauert wurden. Die Bögen sind das Pendant zu denen in der Kapelle und stammen vermutlich von aus dem Jahre 1080. Die Fenster und der große Durchgang müssen eindrucksvoll ausgesehen haben, waren aber auch sehr schwer zu verteidigen. Diese Art von Turm orientierte sich vermutlich an den früheren angelsächsischen Statustürmen und sollte den hohen gesellschaftlichen Stand des Eigentümers zeigen. Im ersten Obergeschoss befand sich ursprünglich eine hohe Halle, 8,8 m × 5,2 m groß, die man später durch Einziehen einer Decke auf zwei Stockwerke aufteilte.

#### Kapelle aus dem frühen 12. Jahrhundert

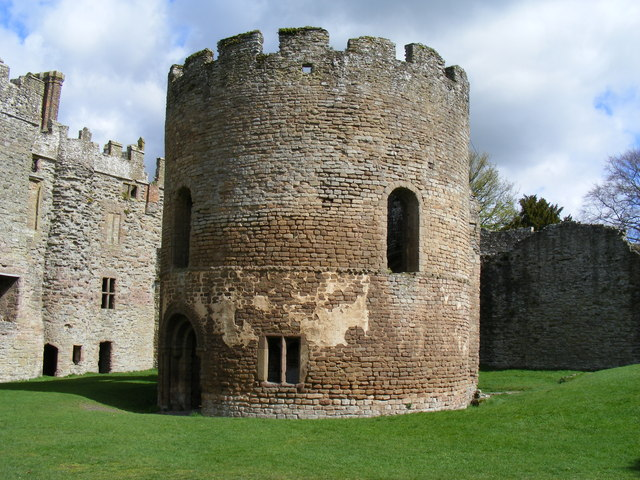
Die Kapelle der Hl. Maria Magdalena mit den beiden Stufen von Mauerwerk und bis heute erhaltenem Putz…
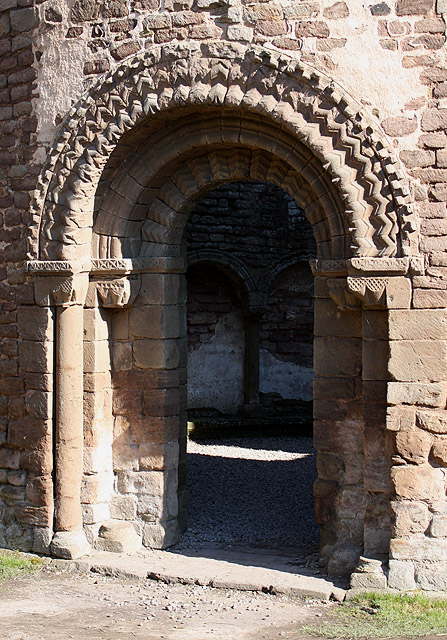
…der Eingang…
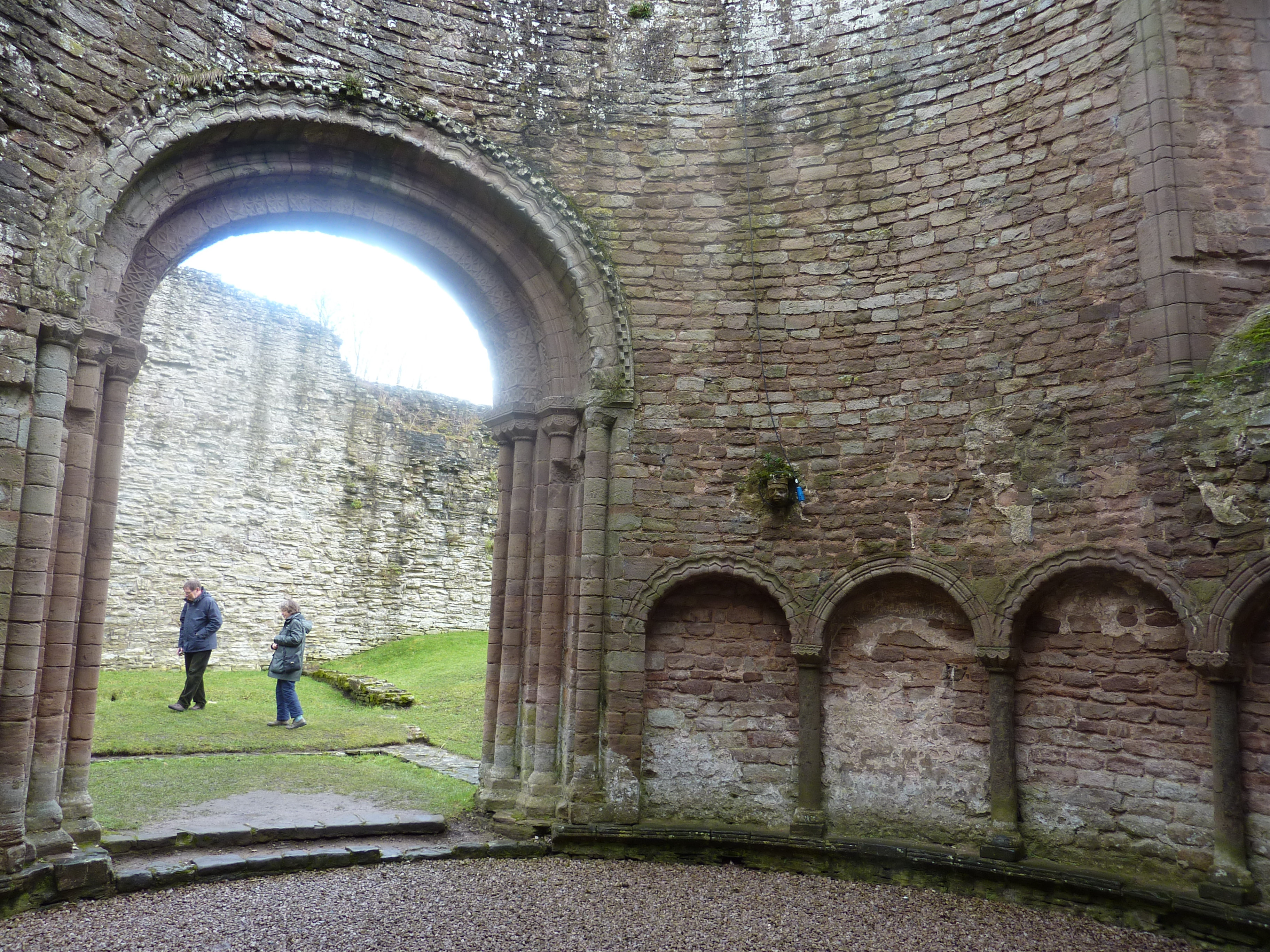
…der Innenraum mit den Bogennischen…
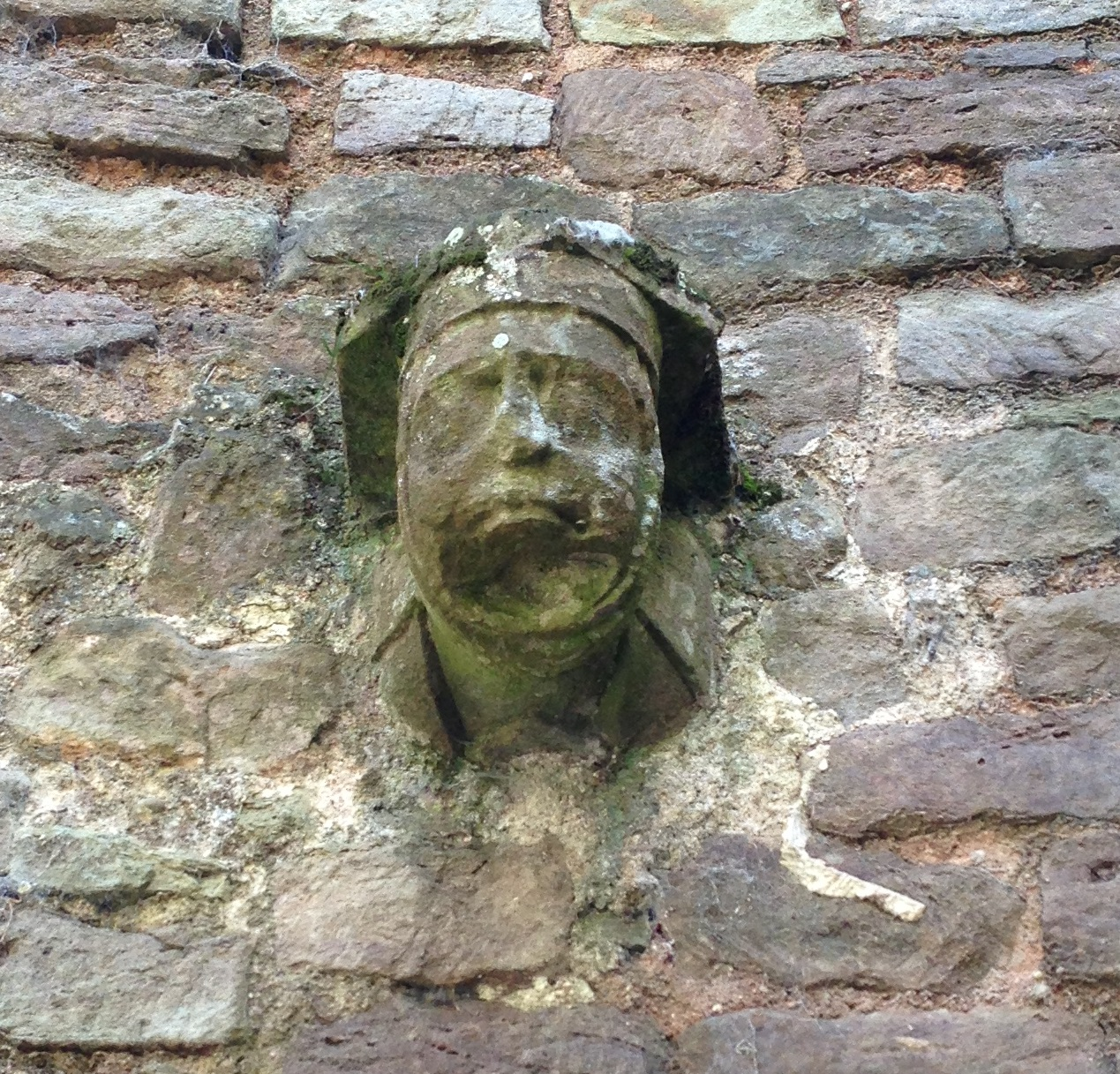
…und der behauenen Konsole